# 新横浜駅
新横浜駅（しんよこはまえき）は、神奈川県横浜市港北区にある、東海旅客鉄道（JR東海）・東日本旅客鉄道（JR東日本）・横浜市交通局（横浜市営地下鉄）・相模鉄道（相鉄）・東急電鉄の駅。
JR東海とJR東日本の駅は篠原町に、横浜市交通局と相模鉄道および東急電鉄の駅は新横浜に、それぞれ所在する。

## 概要
1964年の東海道新幹線開業時、在来線の国鉄（現在のJR東日本）横浜線との交点に当駅が設けられた。開業当時、当駅周辺は一面の田園地帯であったうえ、横浜線は単線で列車本数も少なく、新幹線も各駅停車の「こだま」しか停車しなかった。しかし、開業後の当駅周辺の発展は目覚ましく、徐々に速達列車の「ひかり」の停車本数が増え、横浜線も複線化されて列車本数が増加し、1985年には横浜市営地下鉄ブルーラインの駅も開業して、ターミナルの横浜駅や横浜市中心部（みなとみらい21地区・関内地区）への接続の利便性が向上した。さらに1992年3月に新登場した最速達列車「のぞみ」の停車本数の増加など、主要駅としての地位は次第に高まり、2008年3月からは新幹線の全営業列車が当駅に停車するようになった。2023年には相鉄新横浜線・東急新横浜線の駅が開業し、当駅から相鉄線の二俣川・海老名・湘南台方面や東急新横浜線を経由して、日吉駅から東急東横線渋谷方面や東急目黒線目黒方面へのアクセスが可能となった。また、これに合わせる形で当駅始発の「のぞみ」が新設された。
駅名の「新横浜」は1975年より地名に採用されている。また、当駅周辺地区（新横浜地区）は横浜市における都心の一つである「新横浜都心」に指定されており、多くのオフィスビル・ホテルが建ち並ぶほか、横浜アリーナや横浜国際総合競技場（日産スタジアム）からも近い。
横浜市の代表駅である横浜駅までは、直通している横浜線は快速が3駅、各駅停車が4駅、横浜市営地下鉄は快速が1駅、普通が5駅。ただし横浜線は、日中時間帯に運行される快速については全列車が横浜駅へ直通しているが、各駅停車は朝夕を中心に東神奈川駅で京浜東北線への乗り換えが必要な場合が多い。また相模鉄道（相鉄）、東急電鉄も上述2路線のように直通はしていないが、自社線の乗り換えにより横浜駅に行くことができる。
JR新横浜駅の事務管コードは▲460145となっている。

## 乗り入れ路線
当駅にはJR東海の東海道新幹線、JR東日本の横浜線、横浜市営地下鉄のブルーライン（3号線）、相模鉄道の相鉄新横浜線、東急電鉄の東急新横浜線の5社局5路線が乗り入れている。このうち相鉄新横浜線・東急新横浜線は当駅を介して相互直通運転を実施している。横浜線、横浜市営地下鉄、相鉄、東急の駅にはそれぞれ駅番号が付与されている。
- JR東海： 東海道新幹線
- JR東日本： 横浜線 - 駅番号「JH 16」
- 横浜市交通局： 横浜市営地下鉄ブルーライン - 駅番号「B25」
- 相模鉄道： 相鉄新横浜線（終点） - 駅番号「SO52」
- 東急電鉄： 東急新横浜線（起点） - 駅番号「SH01」

### 特定都区市内制度について
JR東海・JR東日本の駅は、特定都区市内制度における「横浜市内」に属する。また、東海道新幹線の駅の営業キロは横浜駅を準用している。このため、当駅から東海道新幹線を利用した場合、横浜駅から在来線（東海道本線）に乗車したものと同じキロ数で計算される（選択乗車制度）。また、品川駅以遠（高輪ゲートウェイ駅・大崎駅・西大井駅方面や「東京都区内」発着の乗車券など） - 小田原駅以遠（早川駅方面）の乗車券では原則として横浜線の東神奈川駅 - 新横浜駅も乗車でき、また当駅での新幹線への乗り継ぎも可能。なお、品川駅以遠 → 小田原駅以遠の乗車券を所持している場合で、当駅で乗下車した後に横浜線菊名駅以遠（横浜駅、東海道本線新子安駅以遠、新川崎駅方面、羽沢横浜国大駅など）に向かう場合、当駅から下車駅への乗車券が別途必要となる。これは、新幹線経由が在来線の東海道本線経由と同一経路扱いであり、新幹線で品川駅 → 新横浜駅を乗車した時点で東海道本線の品川駅 → 横浜駅が使用済みとみなされるため（旅客鉄道会社各社の旅客営業規則第157条第1項第20号・第21号）。一方、当駅（あるいは当駅 - 東神奈川駅間 横浜線各駅）- 小田原駅以遠の乗車券の場合、（横浜線 - ）当駅 - 新幹線経由または（横浜線 - ）東神奈川駅 - 東海道本線経由の選択となる（同第19号。乗車券の券面記載でない方の経路に乗車中の途中下車は不可）。
なお、新幹線専用乗車券など特定都区市内制度が利用できない乗車券も存在するため注意が必要。

## 歴史

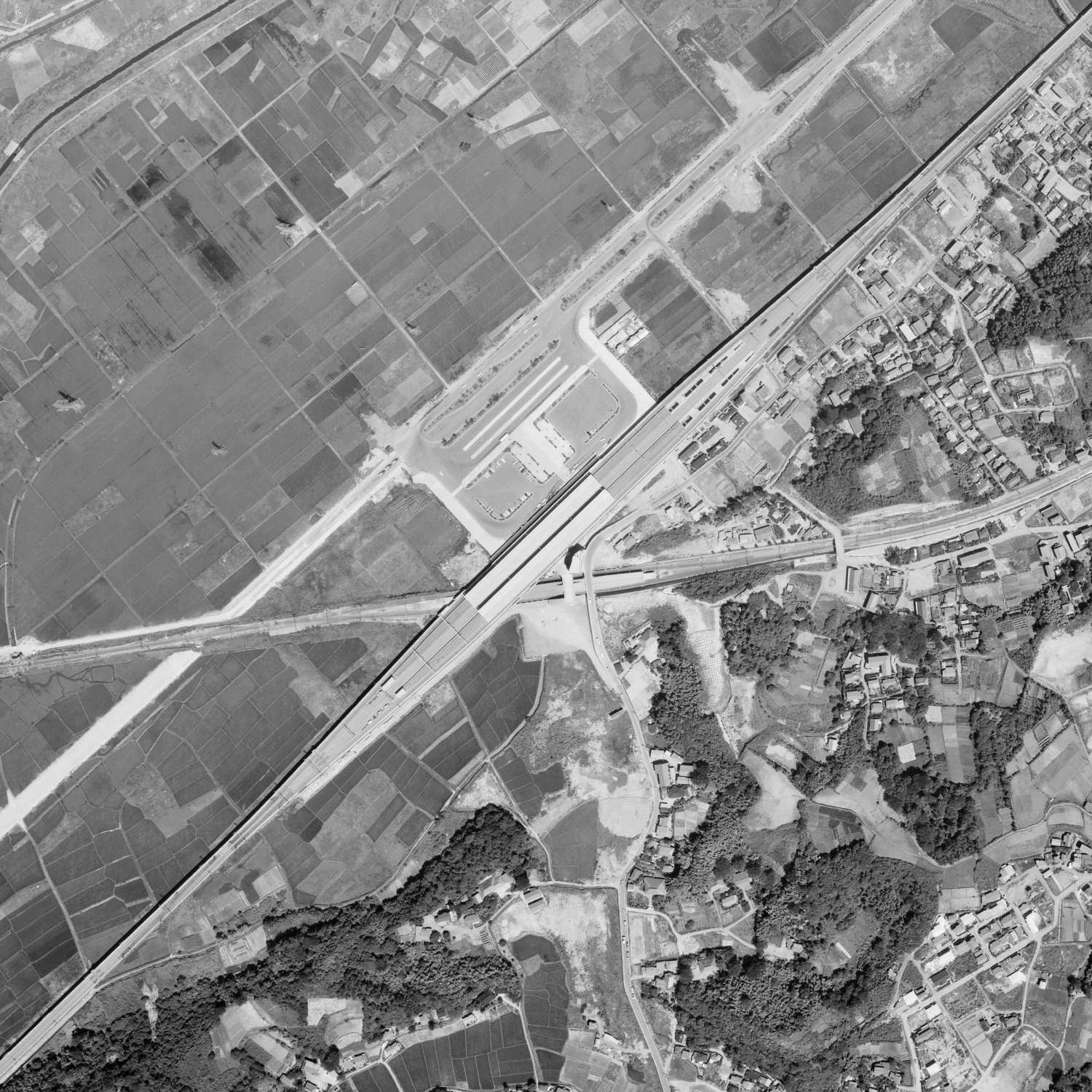
駅周辺の白黒空中写真（1966年7月）。右上が東京方面

### 年表
- 1964年（昭和39年）10月1日：東海道新幹線開業[5]に伴い横浜線との交点に開業[6][7]。
- 1967年（昭和42年）10月22日：横浜線の菊名駅 - 当駅間複線化。
- 1968年（昭和43年）2月4日：横浜線の当駅 - 小机駅間複線化。
- 1970年（昭和45年）：新幹線のホームが16両対応に延伸される[8]。
- 1973年（昭和48年）11月1日：新幹線の下りホームにエスカレーターが2基設置され、供用開始[9]。
- 1976年（昭和51年）7月1日：「ひかり」の一部列車の停車駅となる。
- 1985年（昭和60年）3月14日：横浜市営地下鉄3号線が横浜駅から延伸開業。市営地下鉄の終着駅となる。
- 1987年（昭和62年）4月1日：国鉄分割民営化により、新幹線はJR東海[7]、横浜線はJR東日本の駅となる[7]。
- 1988年（昭和63年）3月13日：横浜線に快速が設定され、その停車駅となる。
- 1992年（平成4年）3月14日：新幹線に「のぞみ」が新設され、「ひかり」と「のぞみ」両者の一部列車の停車駅となる。
- 1993年（平成5年）3月18日：横浜市営地下鉄3号線があざみ野駅まで延伸開業[10]。途中駅となる[10]。
- 1998年（平成10年）10月3日：改装工事が完了[新聞 1]。横浜線の北口改札階が1階の新幹線の隣からみどりの窓口の上に移転する。同時に新幹線[11]・横浜線改札口に自動改札機を導入し、イオカードが使用できるようになる。
- 2000年（平成12年）：関東の駅百選に選定される。
- 2001年（平成13年）11月18日：JR東日本でICカード「Suica」の利用が可能となる。
- 2002年（平成14年）6月：2002 FIFAワールドカップに合わせ、新横浜始発東京行き「こだま」の設定、深夜帯におよぶ列車の増発などを実施。
- 2007年（平成19年）3月18日：横浜市営地下鉄でICカード「PASMO」の利用が可能となる。
- 2008年（平成20年）3月15日：すべての「のぞみ」・「ひかり」が停車するようになり、東海道新幹線の全営業列車が停車することとなった[12]。同時に、当駅始発の広島行き「ひかり」設定。
- 2014年（平成26年）7月10日：横浜市営地下鉄の発車メロディが横浜F・マリノスの応援歌「We are F・Marinos」に変更[報道 1]。
- 2015年（平成27年）7月18日：横浜市営地下鉄に快速が設定され、停車駅となる[報道 2]。
- 2018年（平成30年）3月1日：東海道新幹線の全ての乗り場にホームドアが設置され、供用開始[報道 3][新聞 2]。
- 2021年（令和3年）11月3日：横浜線で従来型ホームドアの使用を開始[報道 4]。
- 2023年（令和5年）
  - 3月11日：横浜市営地下鉄の駅に中央改札口を新設[報道 5]。
  - 3月18日：相鉄新横浜線・東急新横浜線の駅が開業。同時に、東海道新幹線では当駅始発の新大阪行き臨時「のぞみ」設定。
- 2025年（令和7年）
  - 4月1日：北口の在来線改札業務がJR東海からJR東日本に移管された一方、篠原口の改札が無人化され、お客様サポートコールシステム（インターホンでの案内）による対応となった。またJR東日本の多機能券売機と指定席券売機が篠原口から北口に移設された。

## 駅構造
上空から駅全体を見ると、横浜線と横浜市営地下鉄は駅の横浜寄りでほぼ直角に交差している。東海道新幹線は両線と斜めに交差し、相鉄新横浜線・東急新横浜線とは並列に位置している。

### JR東海・JR東日本
1987年の国鉄分割民営化以降、駅舎はJR東海の所有・管理だが、業務については1990年代より横浜線ホームと篠原口出改札業務・券売機がJR東日本の担当に移行した。JR全線きっぷうりばはJR東海が営業する窓口のみとなっている。
東海道新幹線は島式ホーム2面4線を有する高架駅。現在は全ての営業列車が停車するが、主本線である2・3番線は2008年3月まで200 km/h以上で通過する列車があったため、ホームには熱海駅と同形式で開閉時にメロディ（曲名は「乙女の祈り」）が流れるハーフハイト式ホームドア（可動式安全柵）が設置されている（1985年設置）。新幹線建設時に、将来的に駅周辺の発展に伴い速達型の列車の停車が必要になるとの見通しから島式ホーム2面を設ける構造で設計され、通過線は設けられず、通過列車のある側は当初は防護柵を設ける形で開業した。
その後、ホームドアの老朽化とホーム幅の拡大を理由・目的に2番線（上り）および3番線（下り）のホームドアの取替が行われ、2番線（上り）は2010年3月に、3番線（下り）は同年7月に取替が完了した。なお、1番線（上り）と4番線（下り）は通過列車がないため転落防止柵のみ設置されていたが、その後この2線にもホームドアが設置され、2017年3月から4番線で、2018年3月から1番線でそれぞれ稼働している。
新幹線ホームは、一部相互発着という手法で列車を入線・出発させている。また、朝6時台には当駅始発で広島行き「ひかり533号」が、また臨時列車として、新大阪行き「のぞみ497号」（繁忙期は博多行き「のぞみ97号」として運行）が、それぞれ設定されている。2008年3月ダイヤ改正以前は新大阪駅発着の一部の「のぞみ」「ひかり」が通過していた（2001年から2010年のJRダイヤ改正#2008年（平成20年）参照）。
かつては、主本線の2・3番線を「のぞみ」（500系による列車を除く）と「ひかり」が、待避線（副本線）の1・4番線を「こだま」が使用することを基本としていた。現在は1・4番線を基本的に「のぞみ」が使用し「ひかり」「こだま」は一部列車を除き2・3番線を使用する。
新幹線通勤の利用に対応するため、平日の9時までに当駅を発車する上り列車に限り、新幹線定期券や自由席特急券で普通車指定席の空席に座ることができる特例措置を採っている。これは、2023年12月以降に「年末年始・ゴールデンウィーク・お盆休み」のみ全車指定席で運転される「のぞみ」にも適用される。
横浜線は島式ホーム1面2線を有する地上駅で、橋上駅舎を有している。すべての営業列車が停車する。

#### のりば
のりば番号は東海道新幹線・横浜線の通し番号になっており、北側から以下の通り。
| 番線         | 路線         | 方向 | 行先                                 |
| ------------ | ------------ | ---- | ------------------------------------ |
| 新幹線ホーム |              |      |                                      |
| 1・2         | 東海道新幹線 | 上り | 東京方面                             |
| 3・4         | 東海道新幹線 | 下り | 名古屋・新大阪方面                   |
| 在来線ホーム |              |      |                                      |
| 5            | 横浜線       | 上り | 菊名・東神奈川・横浜・大船方面       |
| 6            | 横浜線       | 下り | 小机・長津田・町田・橋本・八王子方面 |

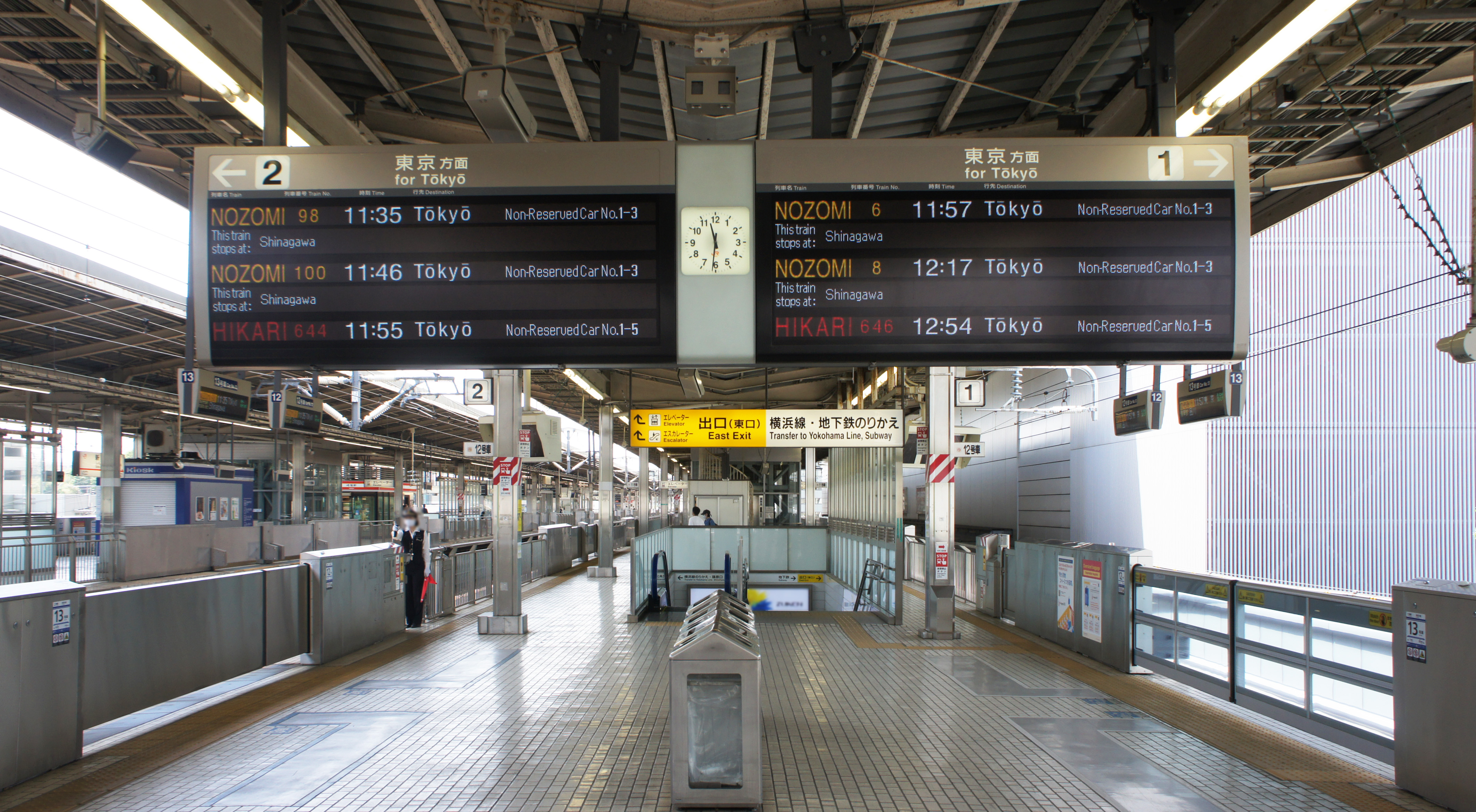
1・2番線（東海道新幹線）ホーム（2021年5月）
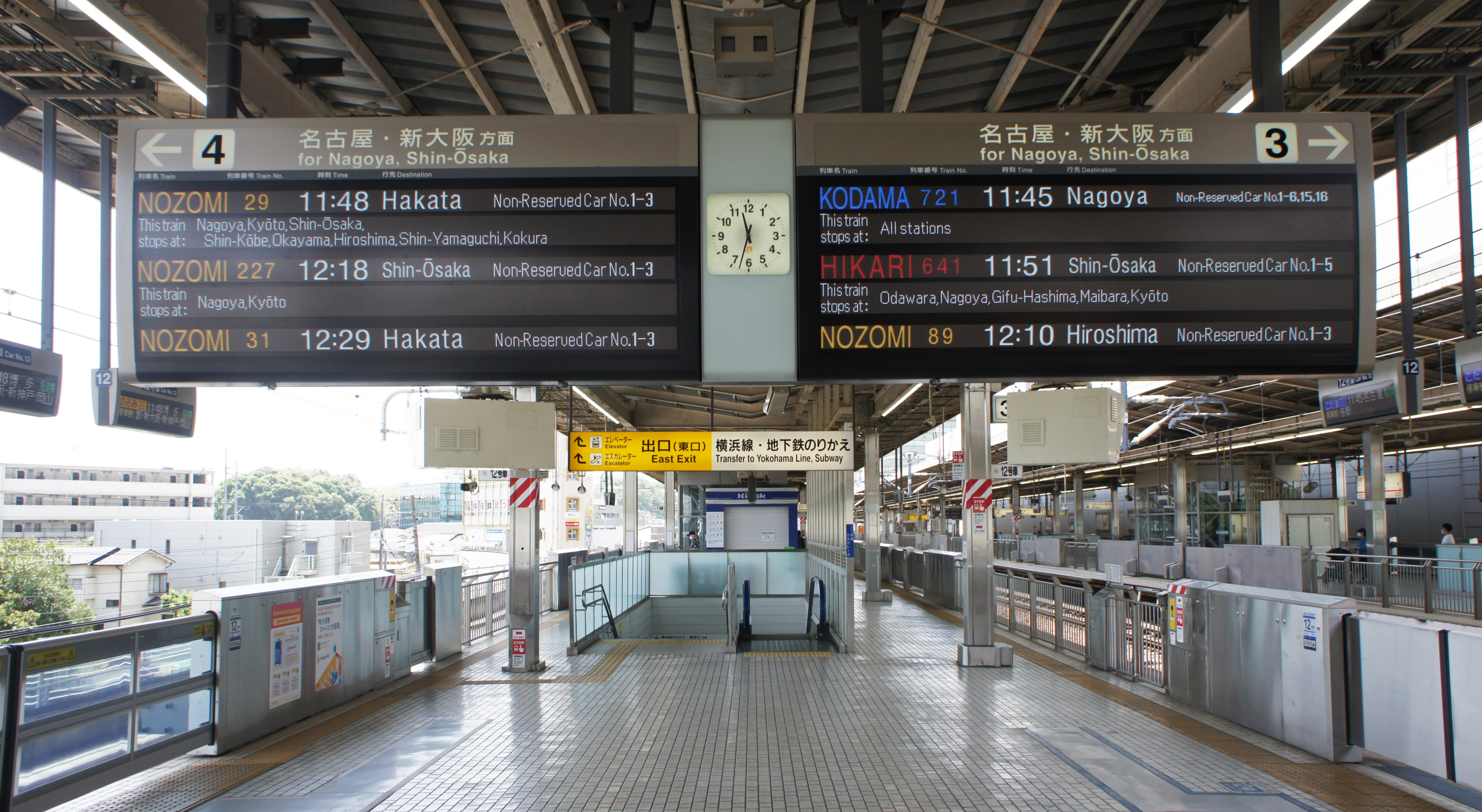
3・4番線（東海道新幹線）ホーム（2021年5月）
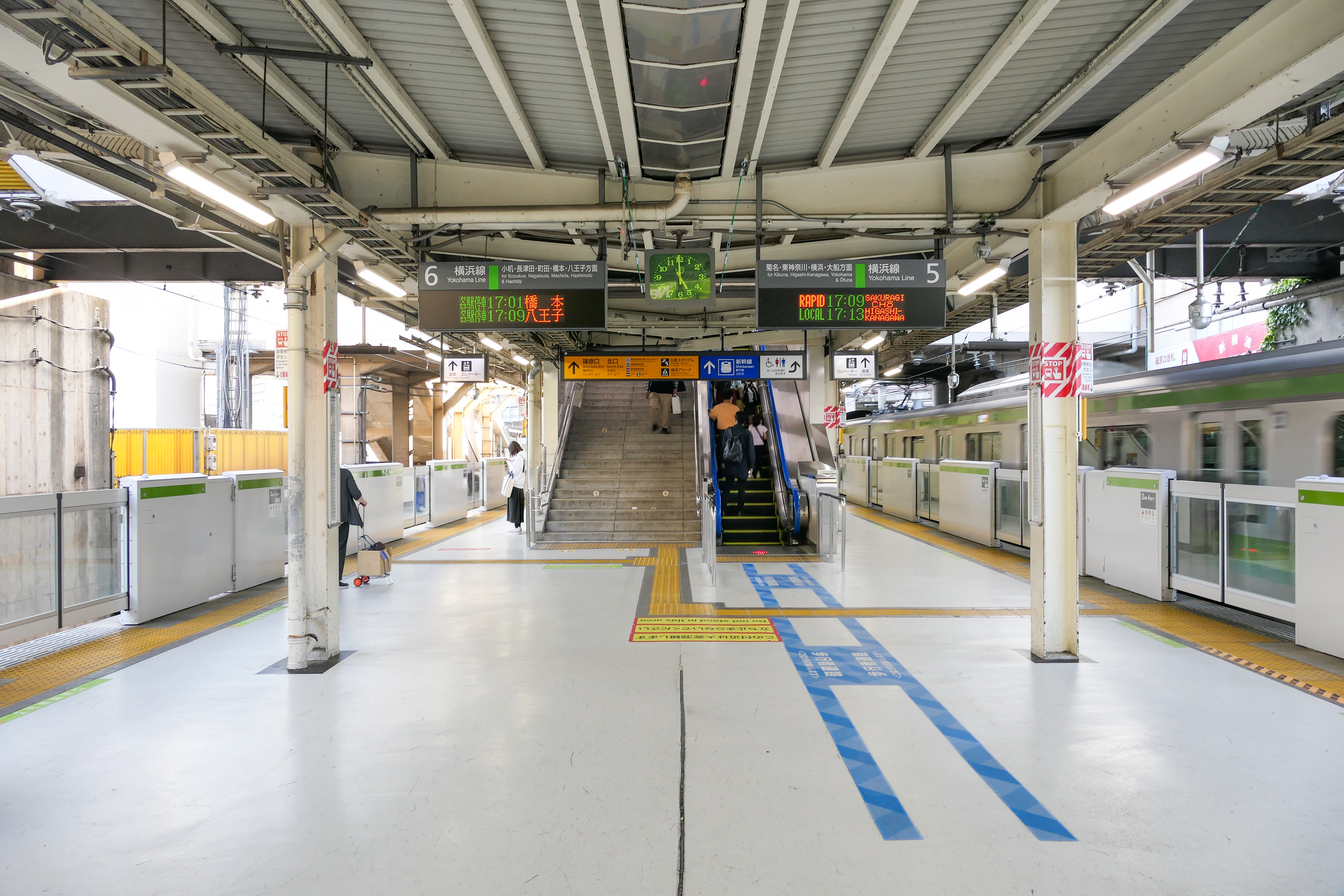
5・6番線（横浜線）ホーム（2023年5月）

#### 駅構内設備
- 新幹線改札口・新幹線東乗換口・新幹線西乗換口・北口在来線改札は2階（新幹線高架下）の位置にある。
- 篠原口改札（在来線）は新幹線ホームとほぼ同じぐらいの高さにあり、2階からは階段かエスカレーターを上る形となる。2008年にエレベーターが設置された。
- 北口はJR東海が管理しており、JR東海のエクスプレス予約に対応している。
- 当駅ではSuica導入当初、自動改札機での使用もできず、対応した機器に改造されるまで数日を要した。近距離きっぷ自動券売機も、2008年3月にJR東日本仕様のものに更新されるまでSuicaに対応していなかったが、現在はTOICA、Suicaなど全国共通利用ICカードとも対応している。なお当該券売機は同駅から100キロメートル以内の区間の在来線の駅ほか一部の駅、連絡会社線の駅までの乗車券を購入できるが、2008年3月まではJR東日本と同一の機種を配備するも、その機器にJR東海のデザインシステムが施されていた。そのため、券面に「東日本会社線」などと表示しつつも、JR東海の券紙（地紋の会社名部分が「C」）で発券するという独自の仕様であった。
- 北口のJR全線きっぷうりばはJR東海管理のため「えきねっと」の受け取り（2022年春より一部の割引きっぷを除きJR東海の指定席券売機での取り扱いを開始）や「休日おでかけパス」「週末パス」といったJR東日本の特別企画乗車券などの購入はできず、北口の近距離きっぷ自動券売機の横にあるJR東日本管理の指定席券売機での取り扱いとなる[20]。なお、特急「ふじさん」の小田急電鉄線経由JR東海各線の連絡乗車券・特急券は発売している。
- 篠原口はJR東日本横浜支社・町田統括センター（2023年9月までは小机駅）が管理する。1990年代半ばまではここもJR東海が管理（JR東日本から見ると委託）し、JR東日本の社員は配置されていなかった。そのため、イオカード導入当初は自動改札機も自動券売機も使用できなかった。
- JR東日本新横浜駅の駅事務室は新横浜駅本屋のなかに組み込まれておらず、篠原口のすぐ前にプレハブ作りの小さな事務室が別に建てられている。
- 新幹線東のりかえ口のJR全線きっぷうりばは在来線改札内にある。なお、西のりかえ口にはサポートつき指定席券売機が設置されている[13]。
- 在来線の改札内にあった篠原口の「みどりの窓口」は2007年3月に営業を終了し、JR東日本の指定席券売機が改札内に2箇所と改札外に1箇所設置されていたが、2025年4月の篠原口無人化と北口の在来線改札業務のJR東日本横浜支社・町田統括センターへの移管により北口に移設された。なお、この指定席券売機はJR東日本が管理しているため「えきねっと」とJR東海の「エクスプレス予約」[注釈 5]の受け取りができる一方、とJR西日本の「e5489」については対応していないため[注釈 6]、JR東海の「JR全線きっぷうりば」や券売機・受取機での受け取りとなる[注釈 7]。
- 新幹線各ホームのエレベーターは、以前は業務用のエレベーターのみが設置され係員の付き添いがないと利用できなかったが、現在はホームの中央の業務用のエレベーターの背後に新しく客用エレベーターが設置されたため、係員の付き添いがなくても利用できる。
- 2017年11月から12月にかけて改札内に物販4店が開業した。新幹線側が「ギフトキヨスク」、横浜線側が「ベルマートキヨスク」「ランキンランキン（東急レクリエーション）」「新横浜ラーメン博物館ギフトショップ」。駅ビル（新横浜中央ビル、キュービックプラザ新横浜）も管理するJR東海グループの新横浜ステーション開発が運営している[21][新聞 3]。

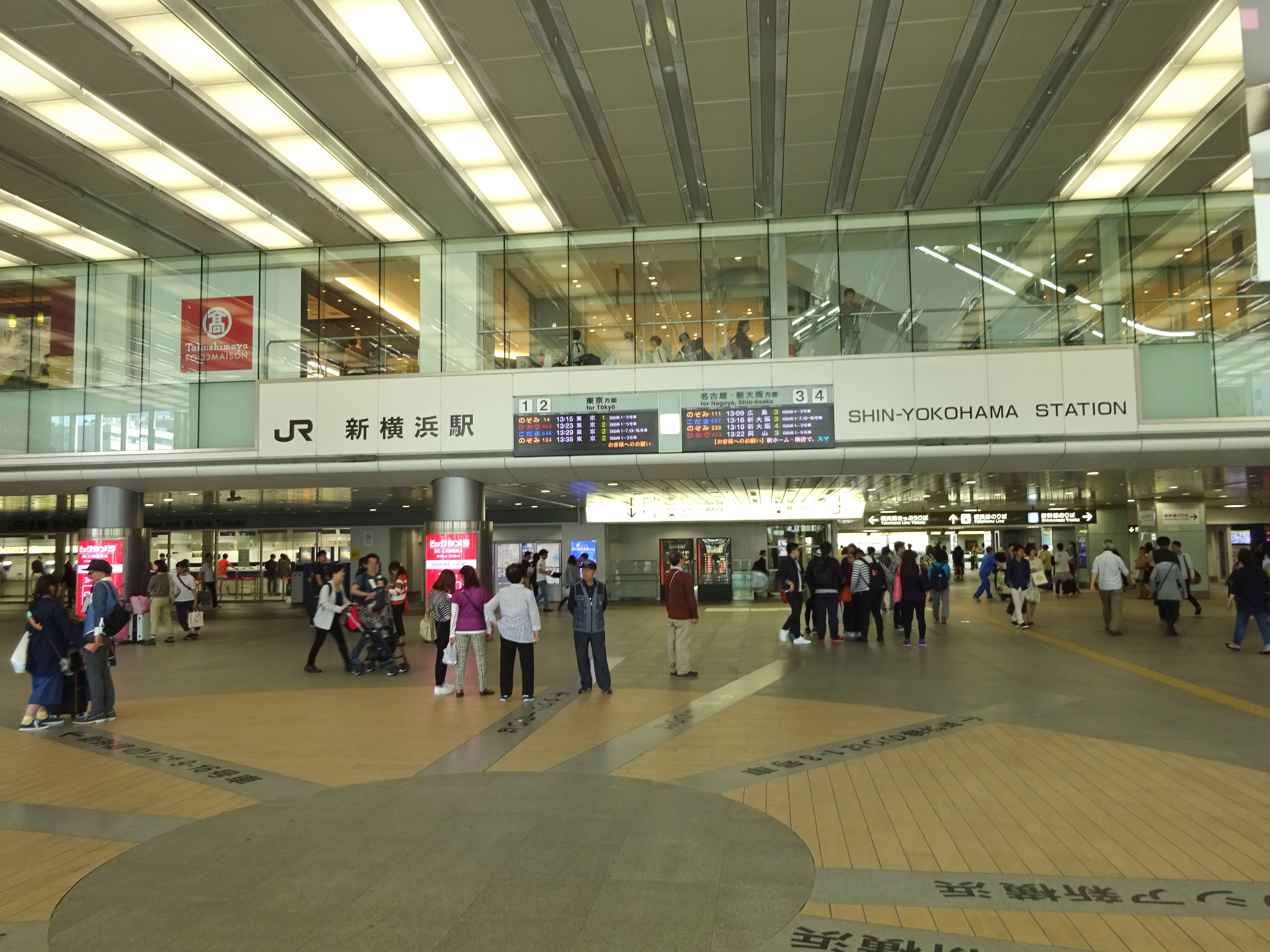
駅構内（2016年5月）
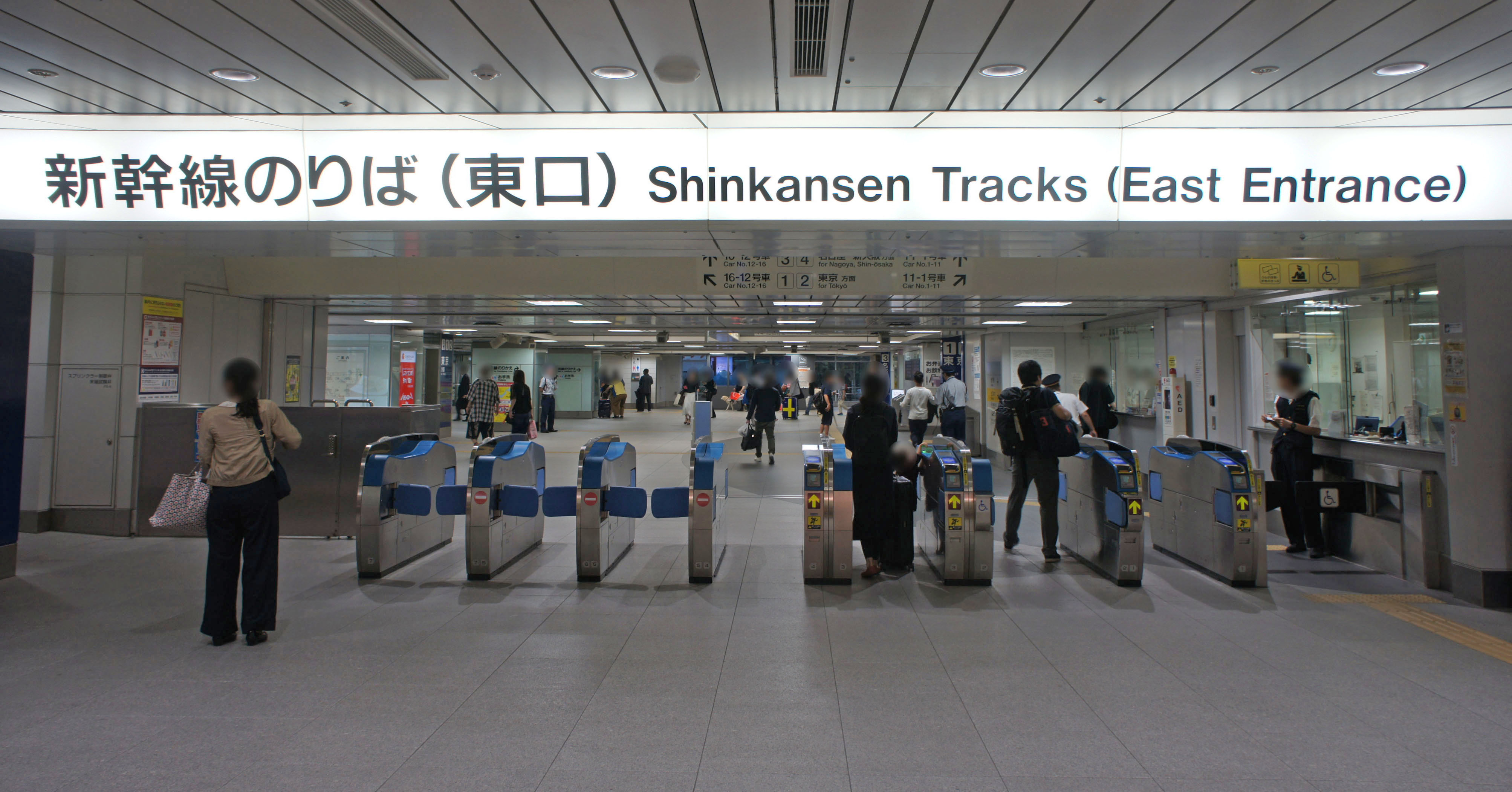
新幹線東改札口（2019年6月）
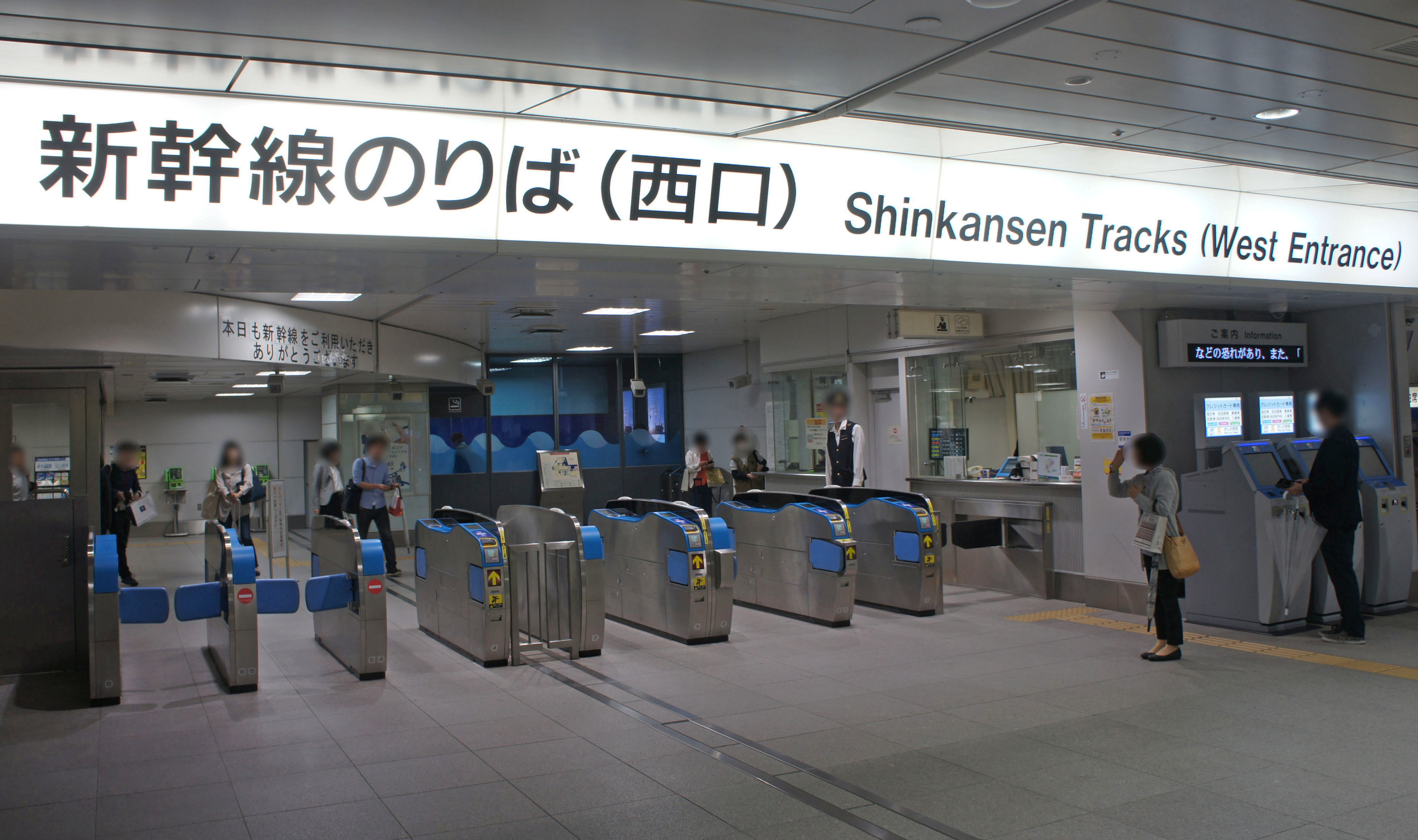
新幹線西改札口（2019年6月）
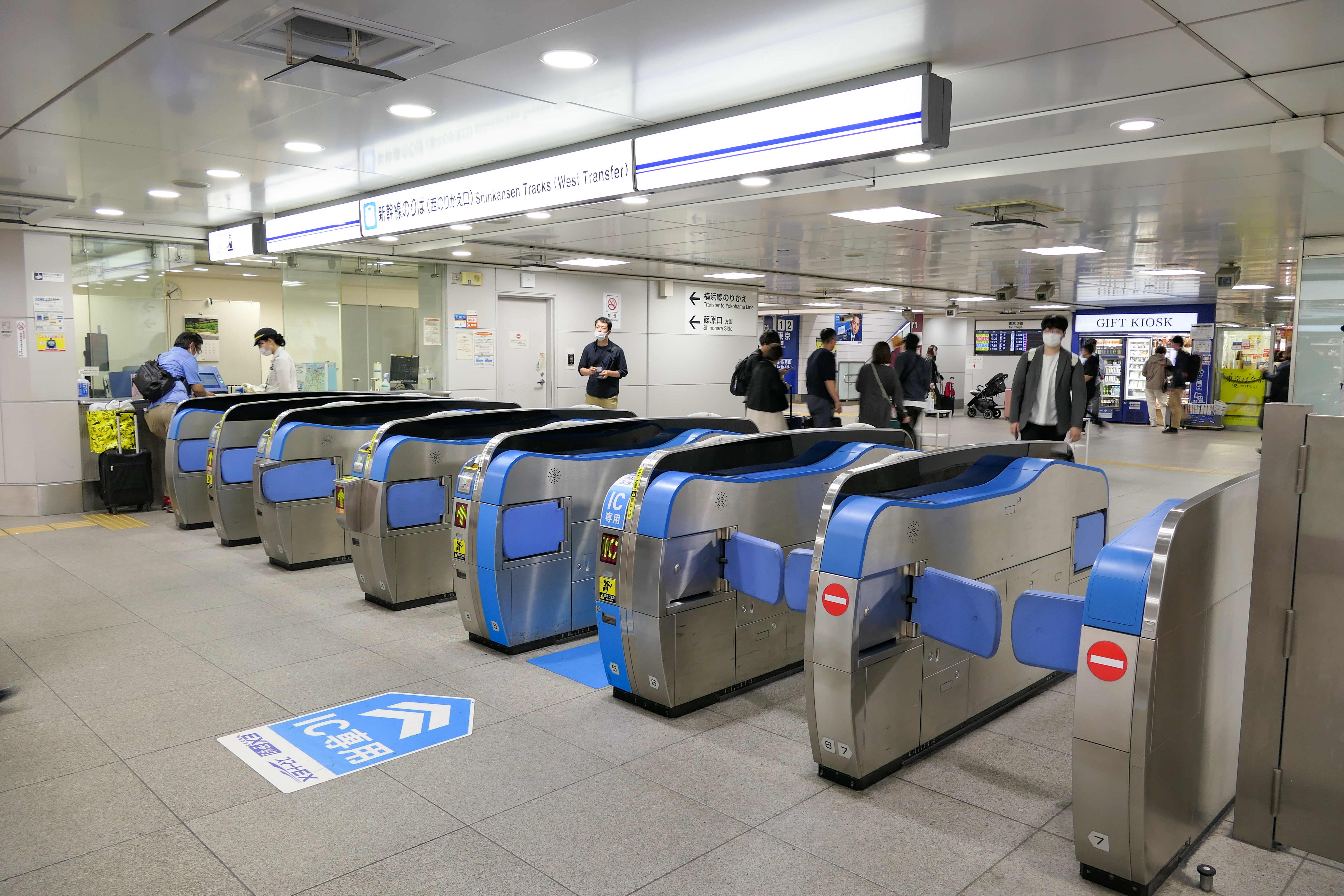
新幹線西乗換口（2023年5月）
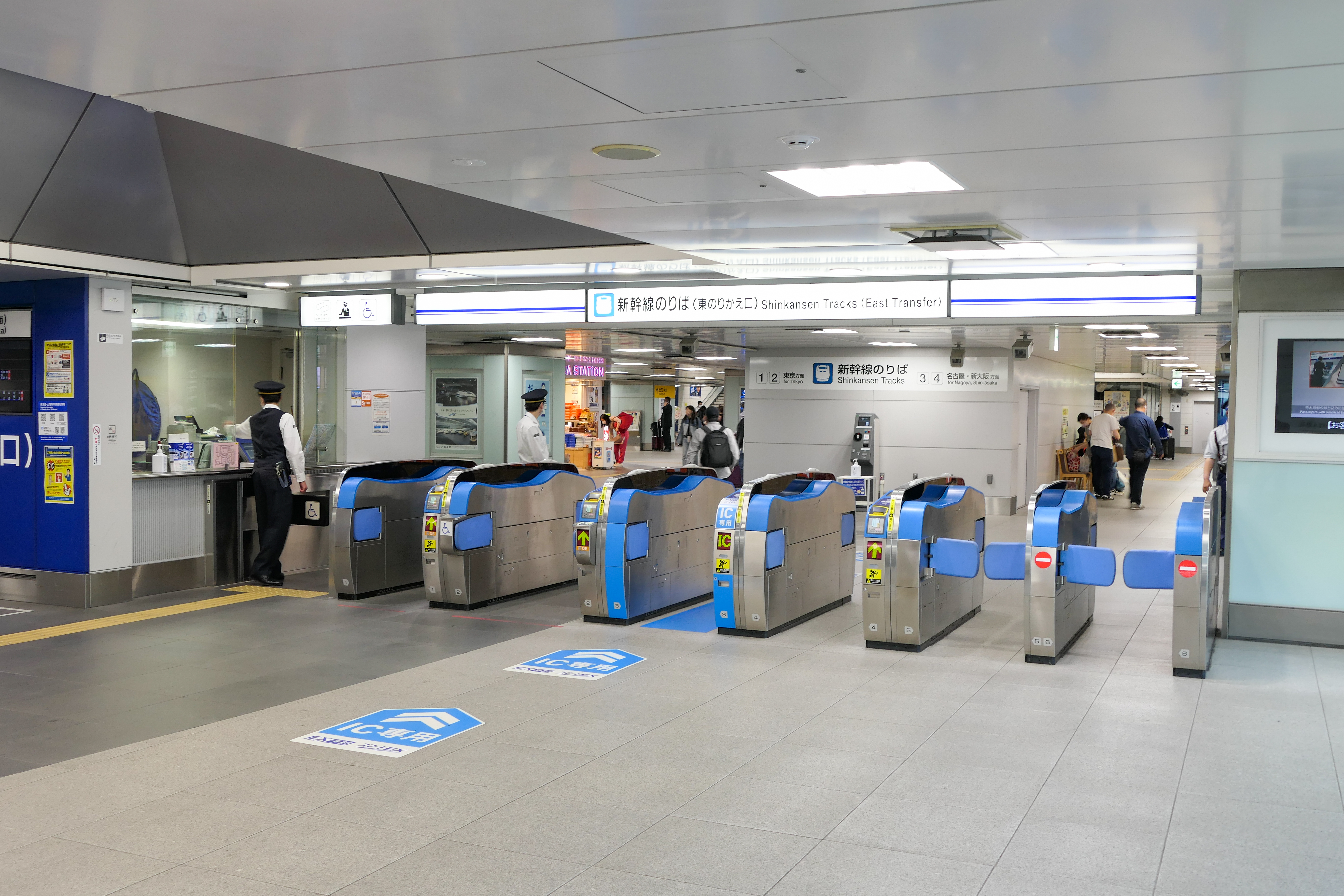
新幹線東乗換口（2023年5月）
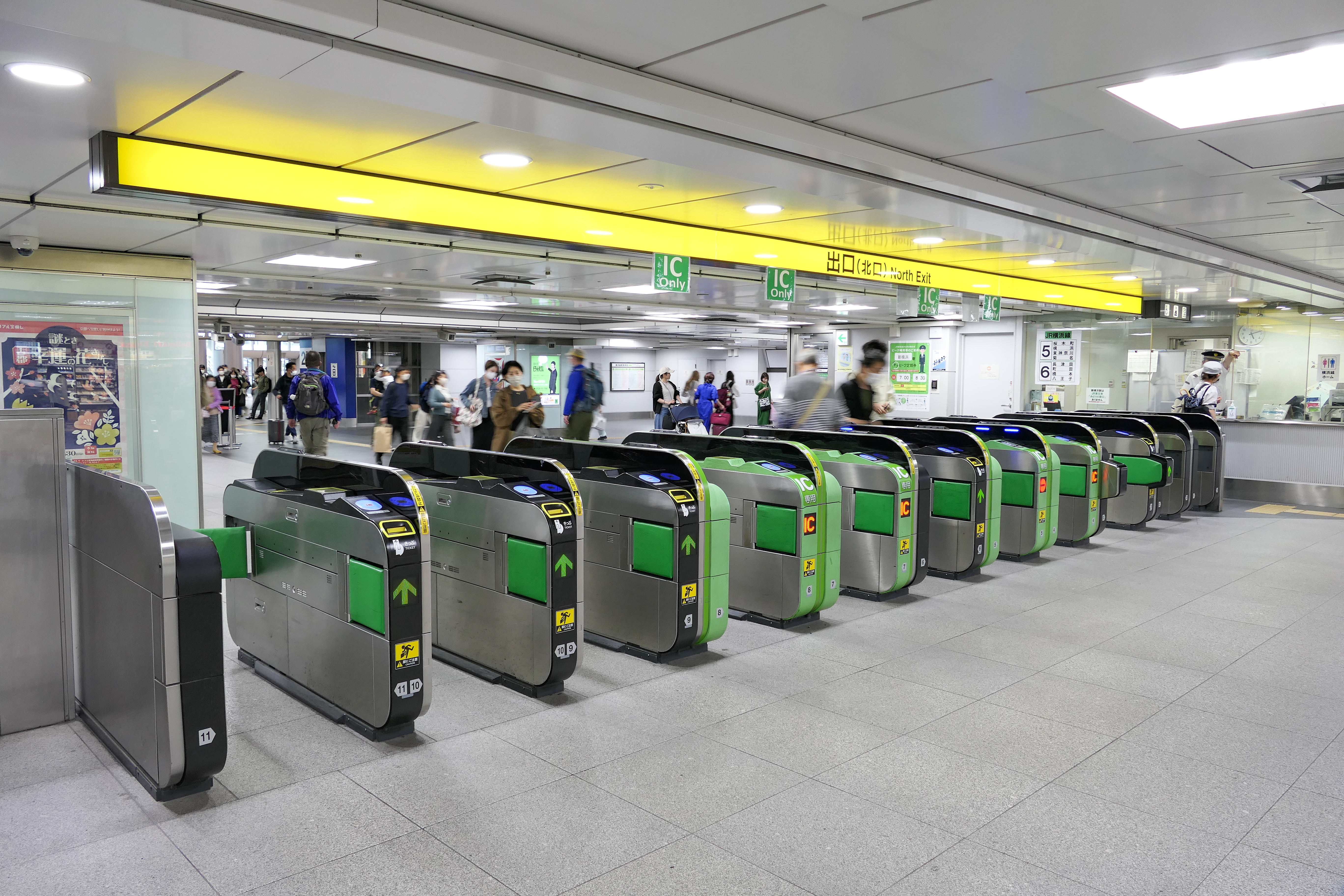
在来線北口改札口（2023年5月）
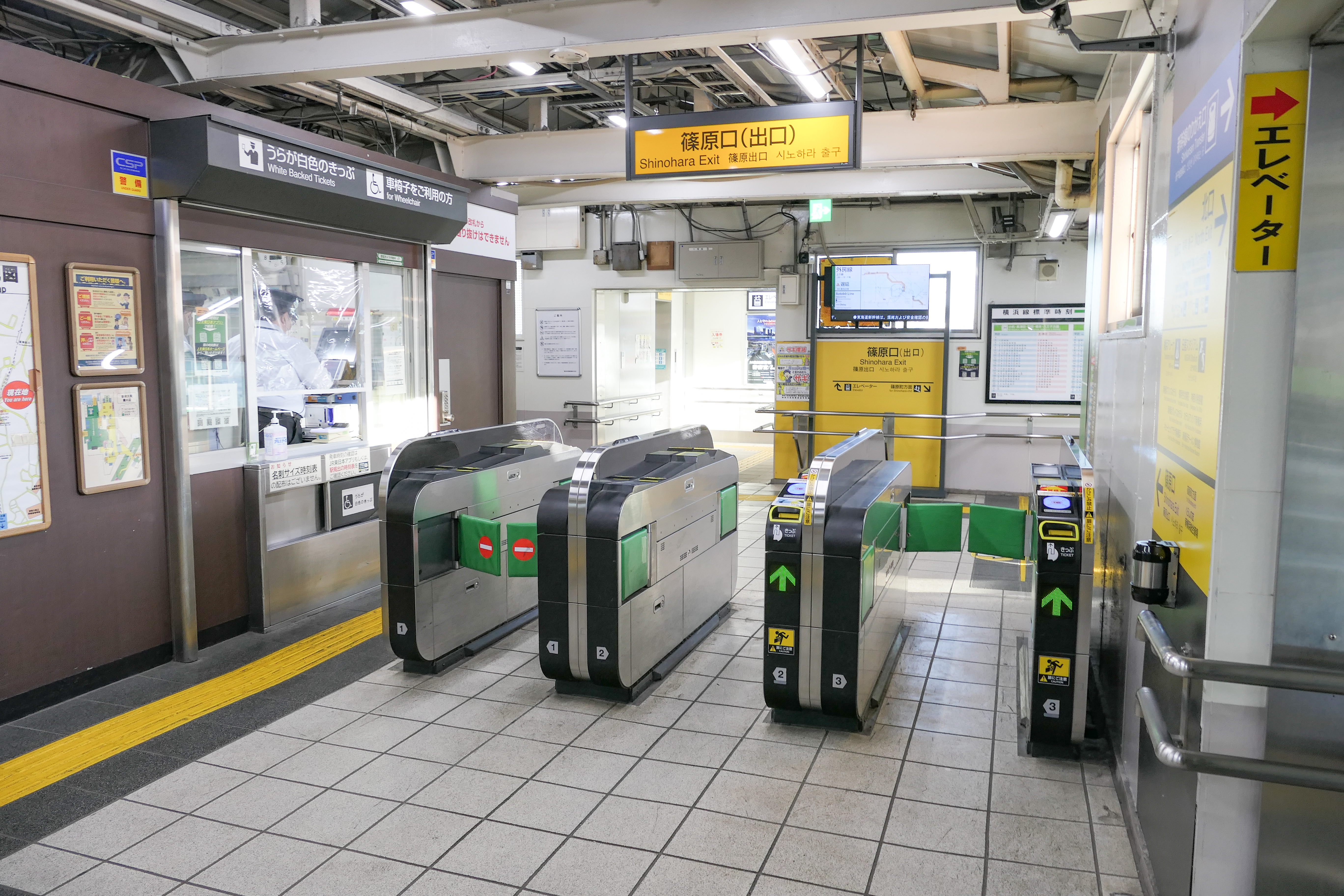
在来線篠原口改札口（2023年5月）

### 横浜市営地下鉄
島式ホーム1面2線を有する地下駅で、ホームは地下2階にある。副名称は「日産スタジアム下車駅」。
新羽方面にY字型引き上げ線があり、早朝に当駅発着の列車が設定されている。2007年4月21日にホームドアの使用を開始した。
ホームとコンコース階を結ぶエレベーターは2基設置されており、そのうち中央改札口に接続する横浜寄りの1基は、改札供用まではお客様サービスセンター（駅事務室併設）に直結し、入出場時には係員による改札が実施されていた。
駅長所在駅。新横浜管区駅として新羽 - 片倉町間を管理する。

#### のりば
| 番線 | 路線         | 行先         |
| ---- | ------------ | ------------ |
| 1    | ブルーライン | 湘南台方面   |
| 2    | ブルーライン | あざみ野方面 |

上表の路線名は旅客案内上の名称（愛称）で記載している。
1993年3月18日の当駅 - あざみ野駅間の延伸開業までは、1番線は乗車専用（舞岡・戸塚方面）、2番線は降車専用となり、電留線を引き上げ線として使用していた。
2014年7月10日より、発車メロディが横浜F・マリノスの応援歌「We are F・Marinos」に変更された。

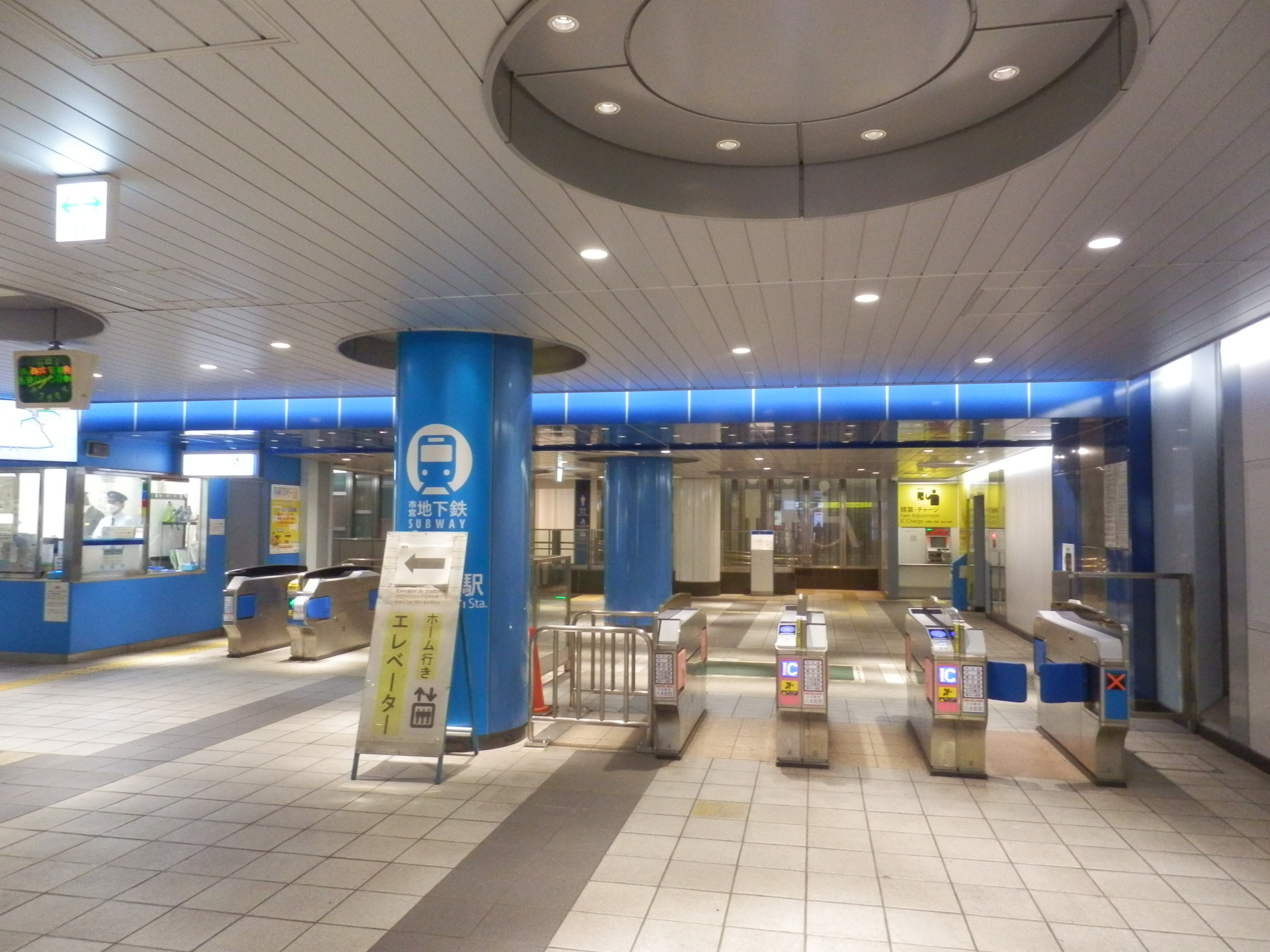
JR方面改札口（2023年3月）
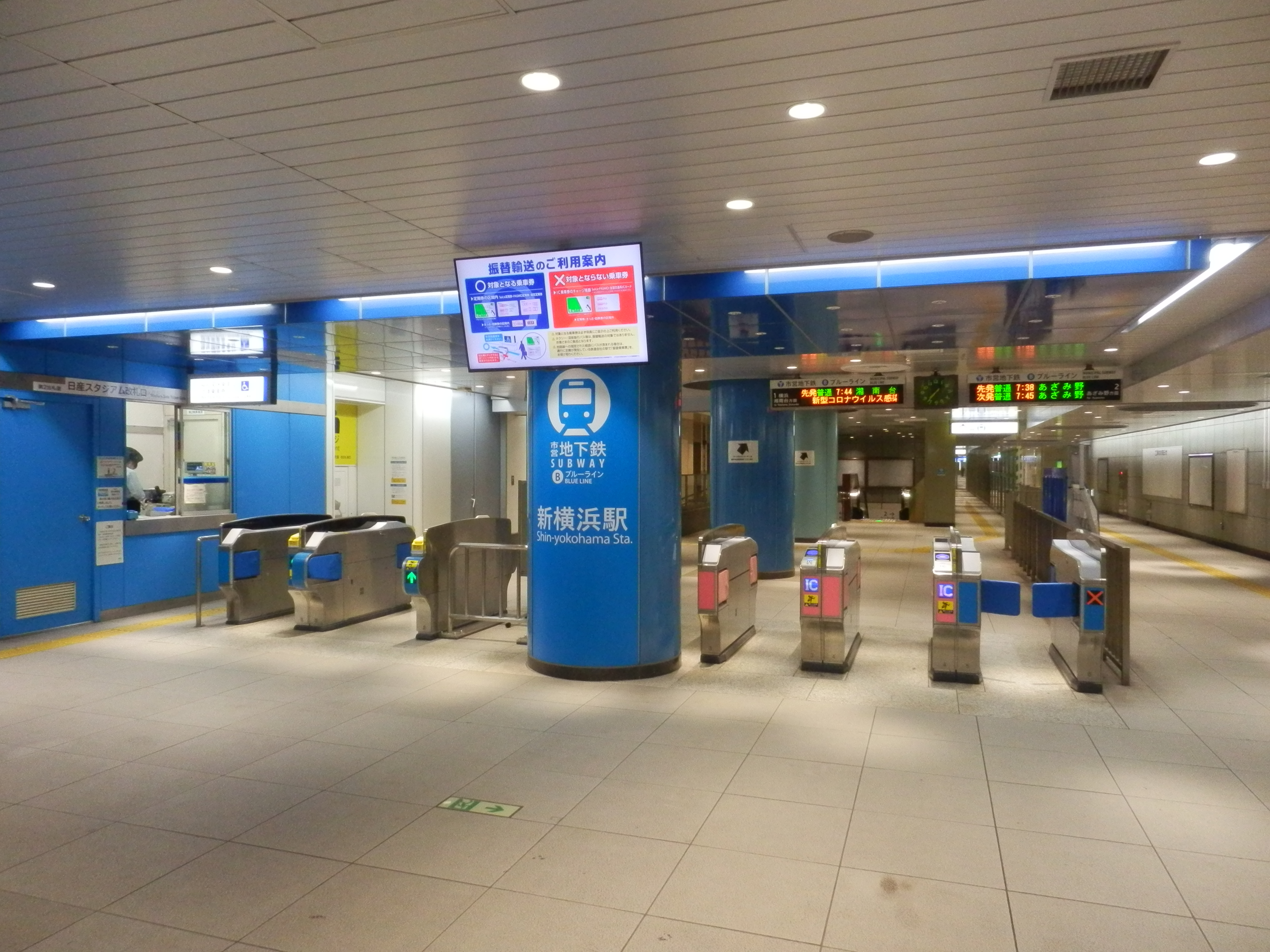
日産スタジアム改札口（2023年3月）
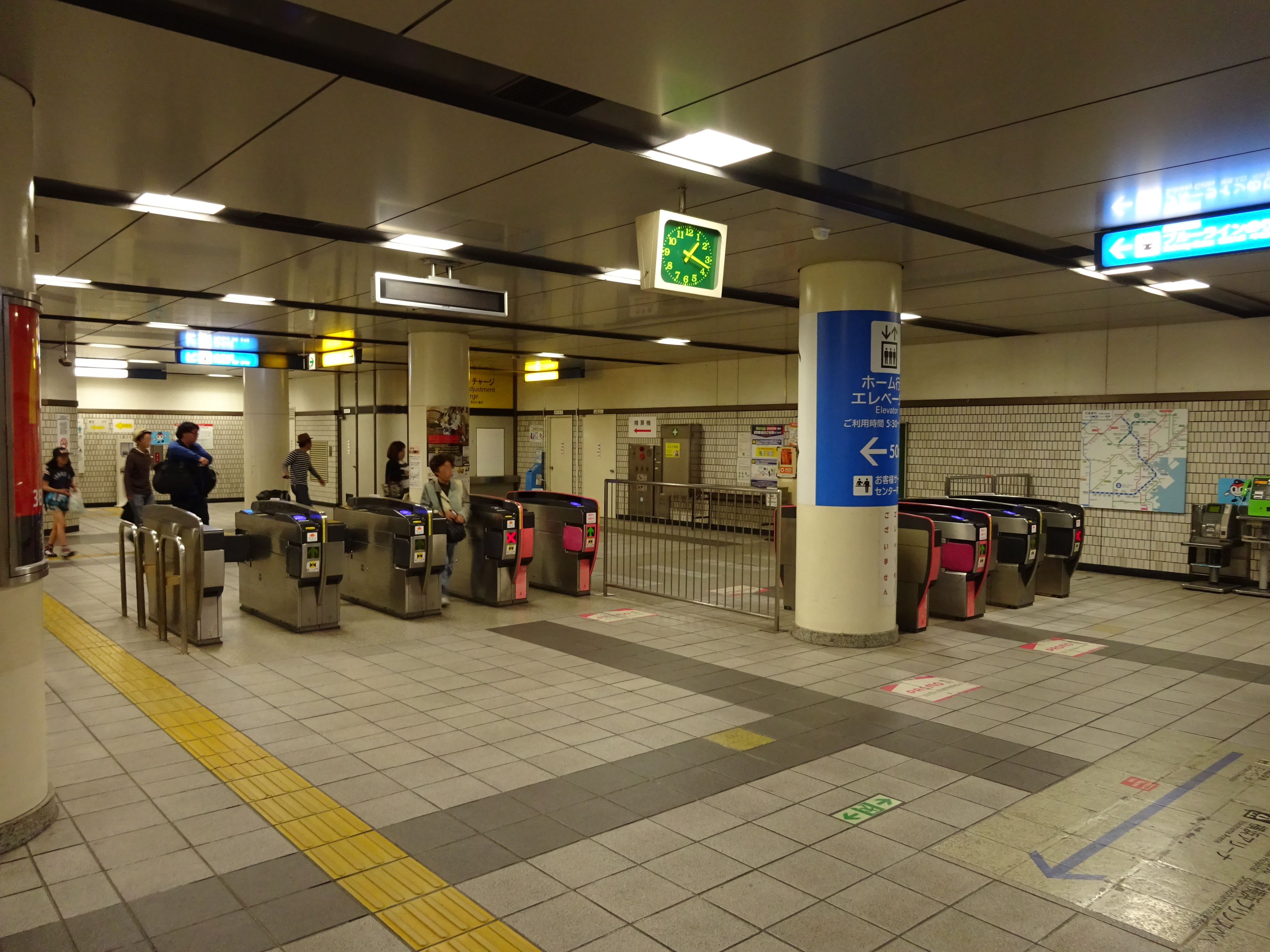
改良工事前のJR側改札口（2016年5月）
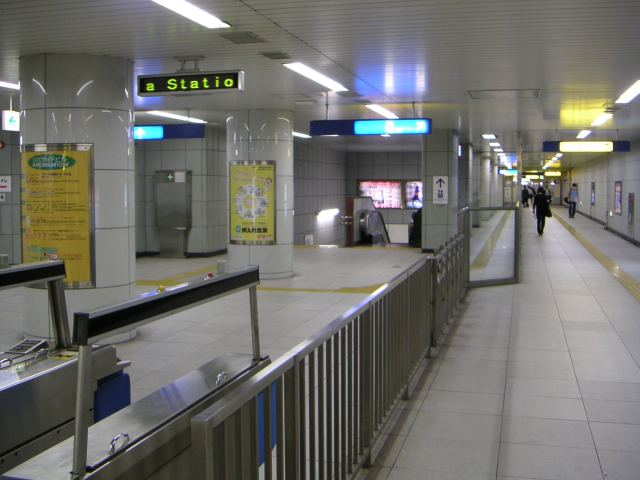
改良工事前の日産スタジアム側改札口（2005年7月）
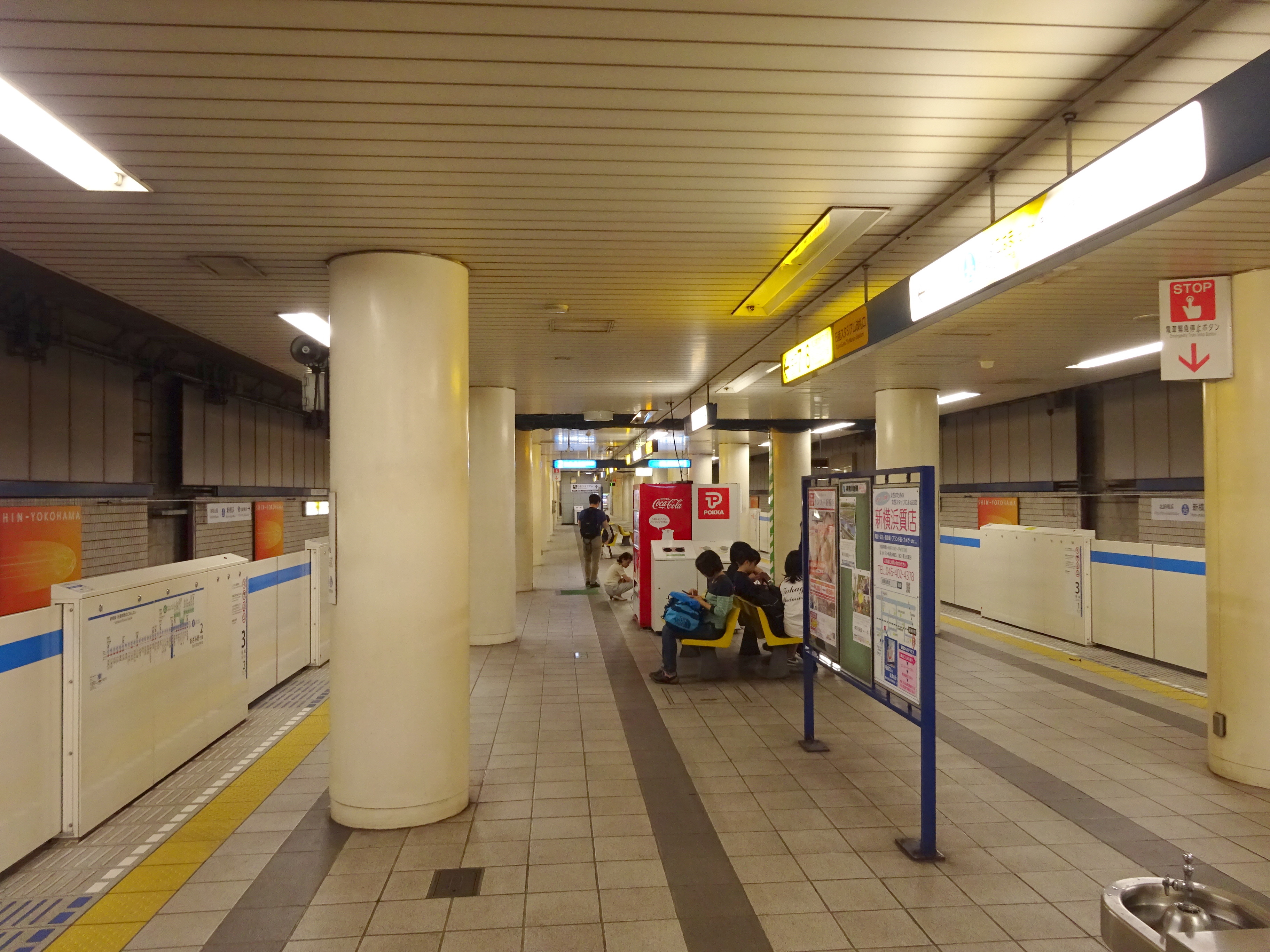
ホーム（2016年5月）
駅内のレリーフ『海・港との調和』（2019年7月）

### 相模鉄道・東急電鉄
島式ホーム2面3線を有する地下駅で、北口を通る環状2号の真下に横浜市営地下鉄と交差するように設けられている。開業時よりホームドア（可動式ホーム柵）が設置されている。
中線もしくは西谷方の片渡り線・日吉方の両渡り線を使用しての折り返し運転に対応している。
相模鉄道と東急電鉄の共同使用駅かつ共同管理駅である。管理については南改札は相鉄が、運行管理と北改札は東急がそれぞれ担当し、それぞれコンコースのデザインも異なる（南改札はレンガやダークグレーを配色、北改札は白色基調）。相鉄・東急両社の駅長がそれぞれ配属されており、日本では関西空港駅などに事例があるものの、当駅では少数である「1つの施設内における鉄道駅の全体を複数の事業者で共同管理し、それぞれの事業者に駅長が所在する」状況となっている。
相鉄最北端の駅で、唯一港北区に立地する。改札階と各ホームを結ぶエレベーターは南改札側にのみ設置されている。南改札内の待合室は相鉄・東急・JR東海が内装材を提供した（相鉄はレンガ、東急は旗の台駅・池上駅の改修工事で発生した廃木材を、JR東海は引退した東海道新幹線の車両からリサイクルしたアルミ部材をそれぞれ提供）。

#### のりば
| 番線 | 路線         | 方向 | 行先                                     | 備考 |
| ---- | ------------ | ---- | ---------------------------------------- | --- |
| 1・2 | 相鉄新横浜線 | 下り | 海老名・湘南台・横浜方面                 | 2・3番線は線路を共有。 1番線からの東急新横浜線の始発列車、4番線からの相鉄新横浜線の始発列車も存在する。 |
| 3・4 | 東急新横浜線 | 上り | 渋谷・池袋・目黒・赤羽岩淵・西高島平方面 | 2・3番線は線路を共有。 1番線からの東急新横浜線の始発列車、4番線からの相鉄新横浜線の始発列車も存在する。 |

- 配線上、東急新横浜線（新綱島側）からは全番線への進入（折り返し）が可能であるのに対し、相鉄新横浜線（羽沢横浜国大側）からは1番線へ進入できない。2・3番線ならびに4番線は相鉄の建築限界で設計されている[34]。
- 当駅を境に保安装置が切り替えられるため、相鉄新横浜線・東急新横浜線を相互直通運転する列車は、それらの保安装置や列車無線などの関連機器を全て搭載している車両に限られる[注釈 9]。

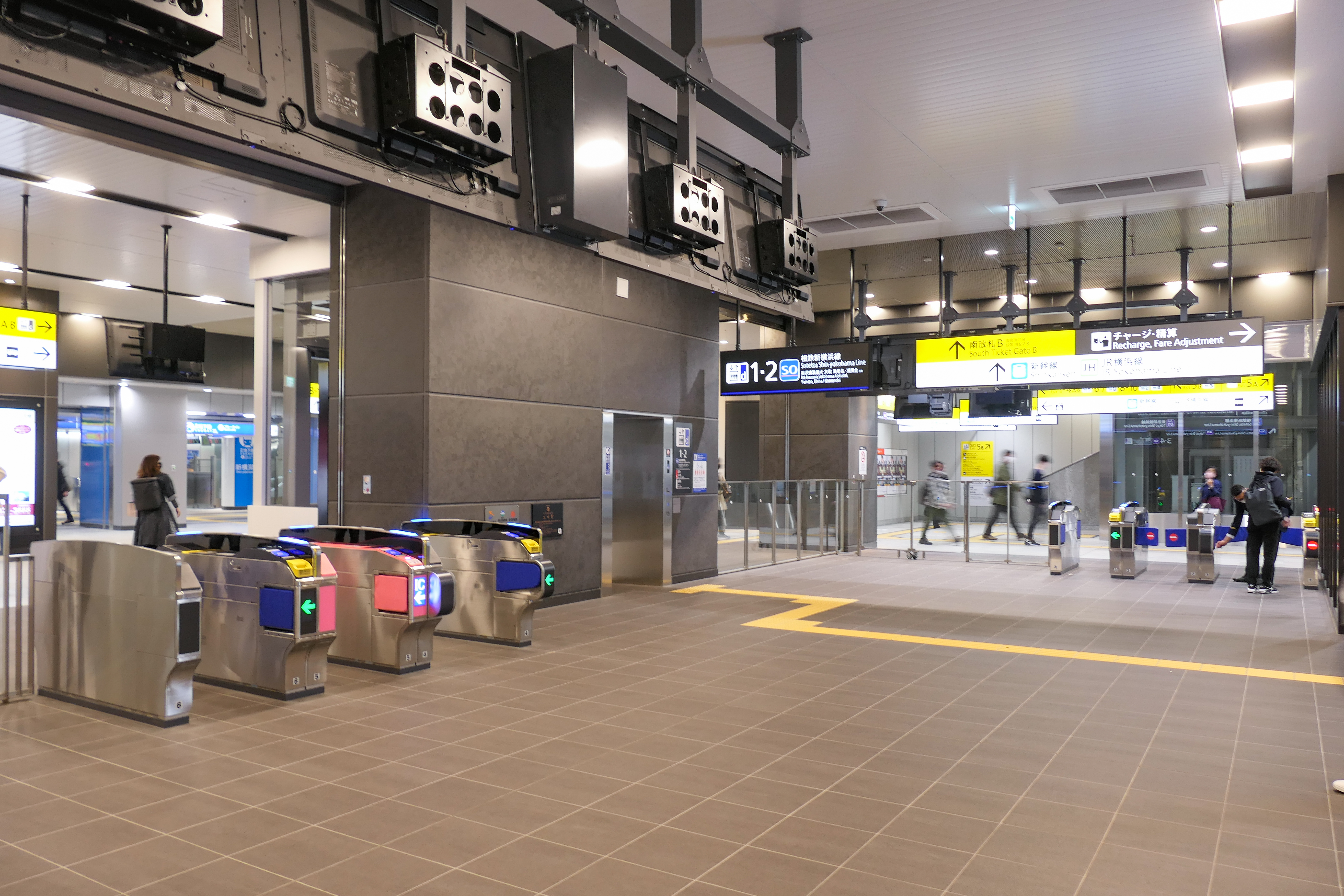
南改札（2023年3月）
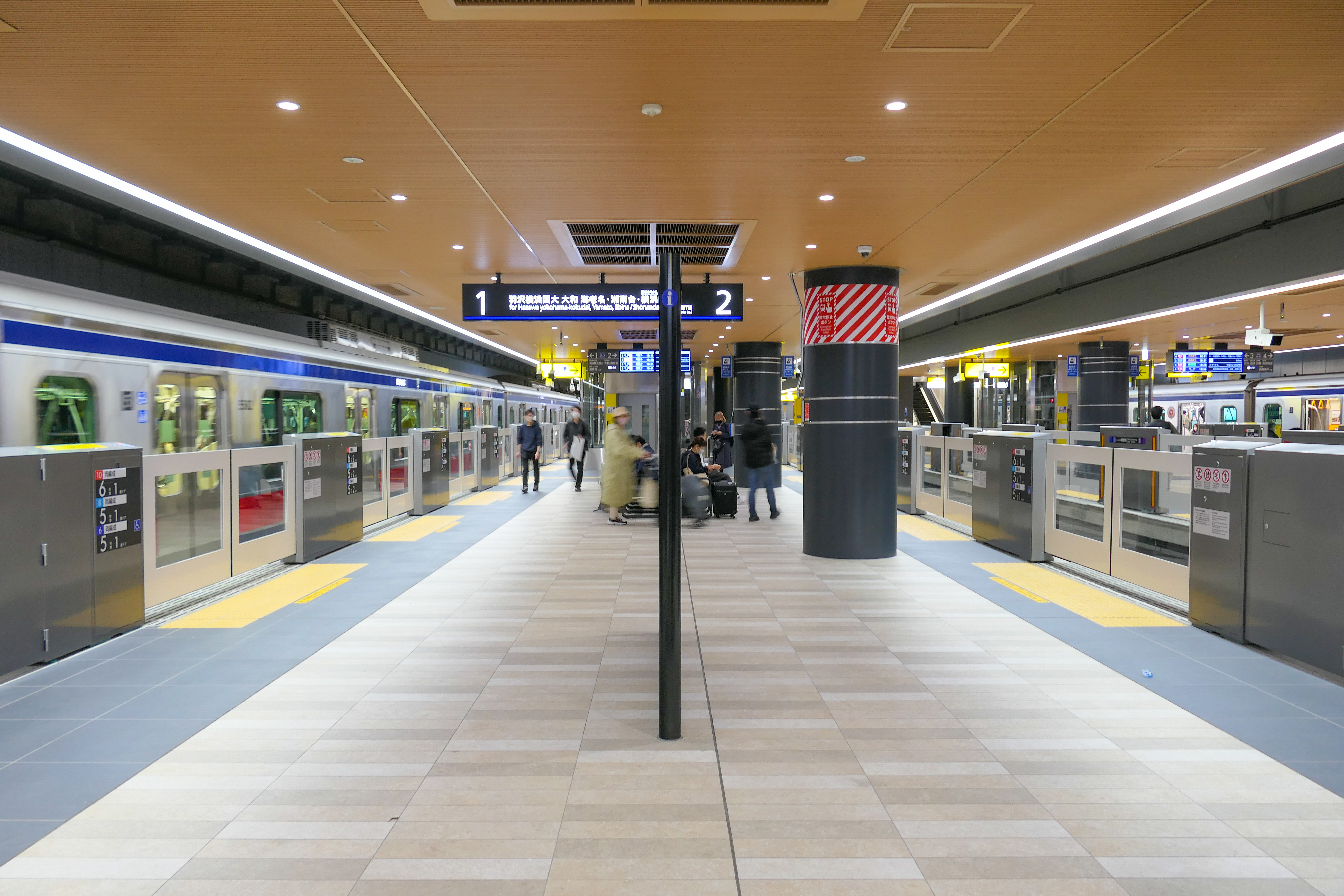
1・2番線ホーム（2023年3月）
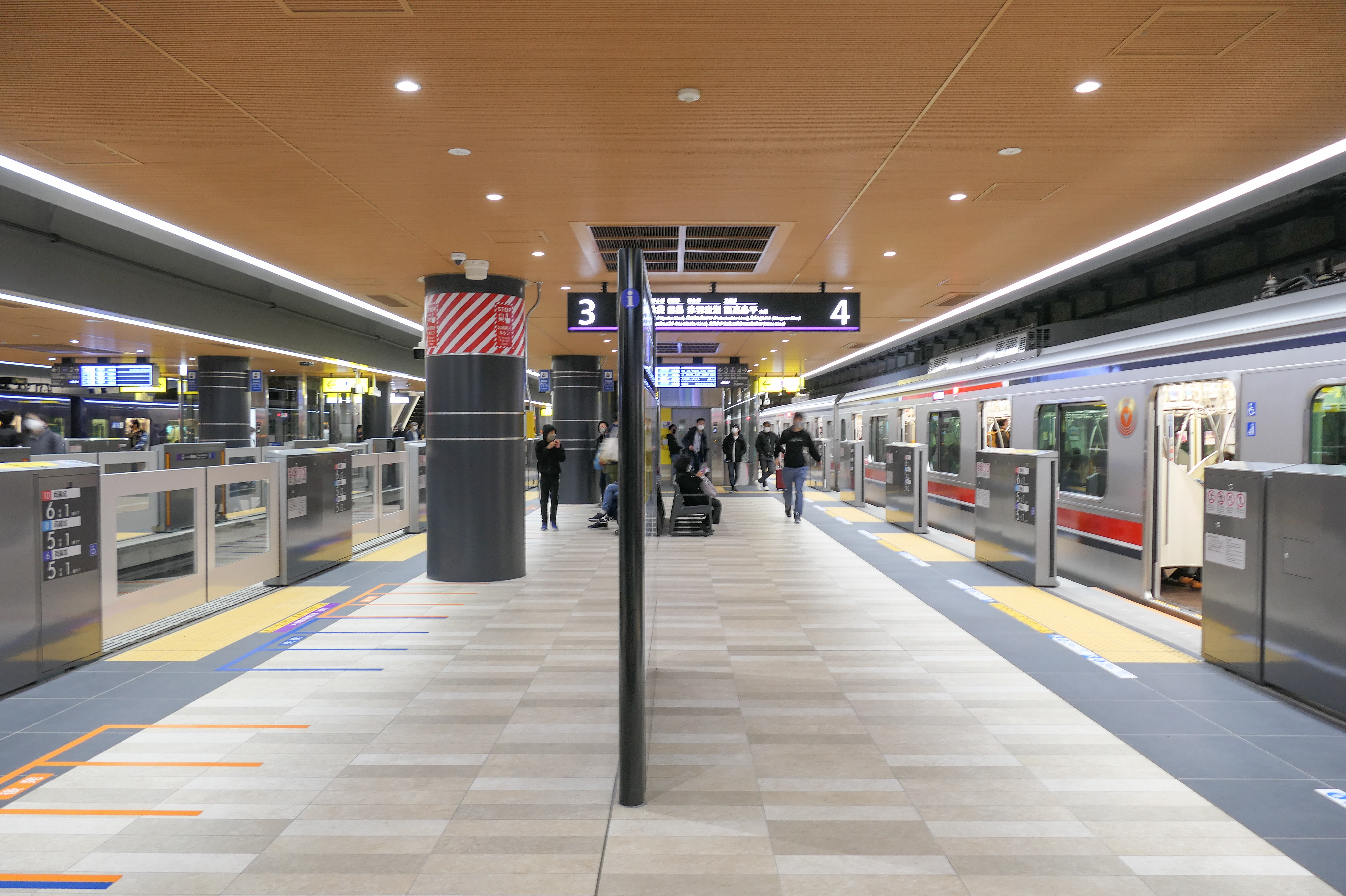
3・4番線ホーム（2023年3月）
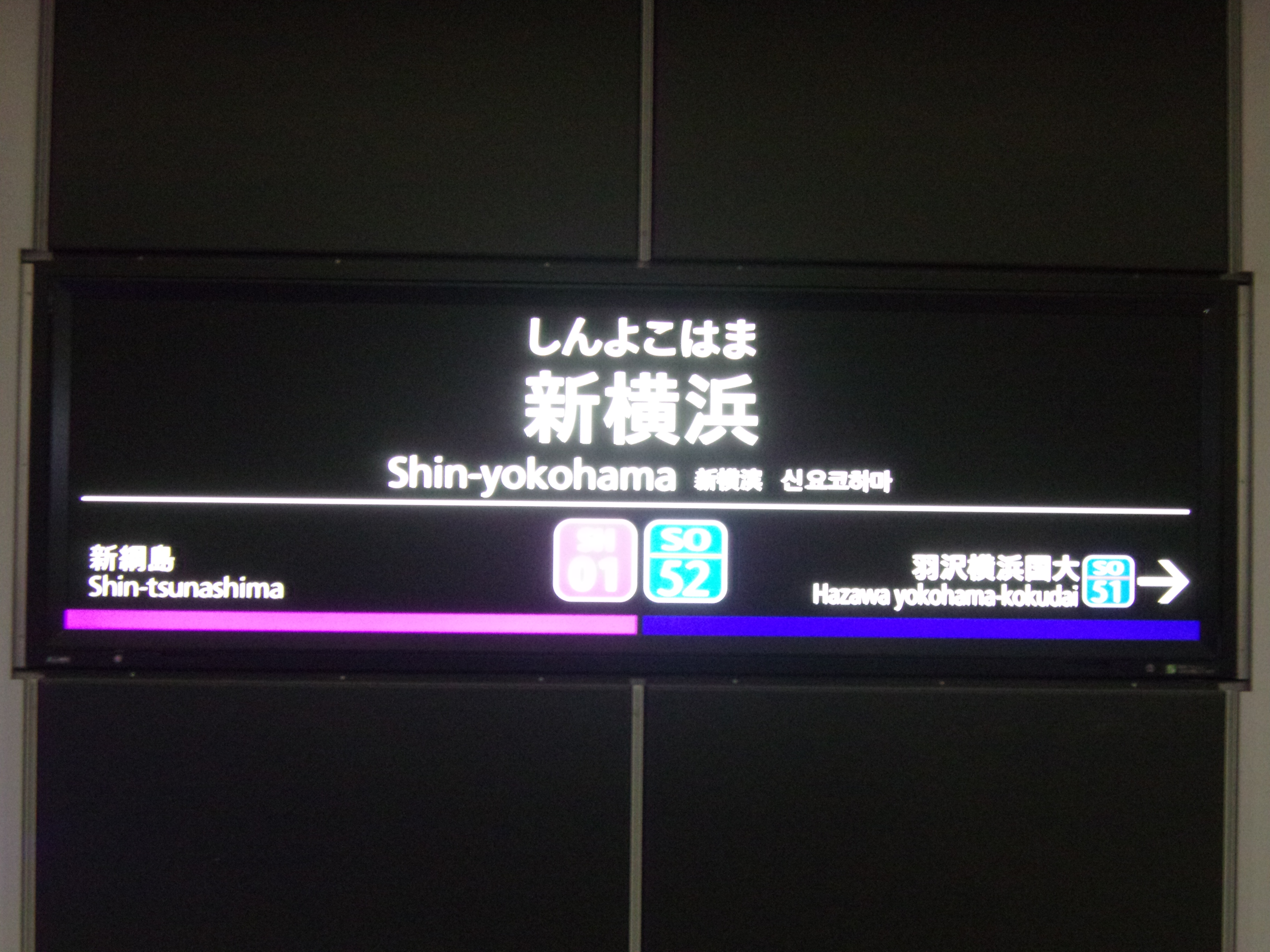
駅名標。色彩と駅ナンバリング表記位置は東急の様式、表記デザインは相鉄の様式を基本とした折衷型仕様（2023年3月）
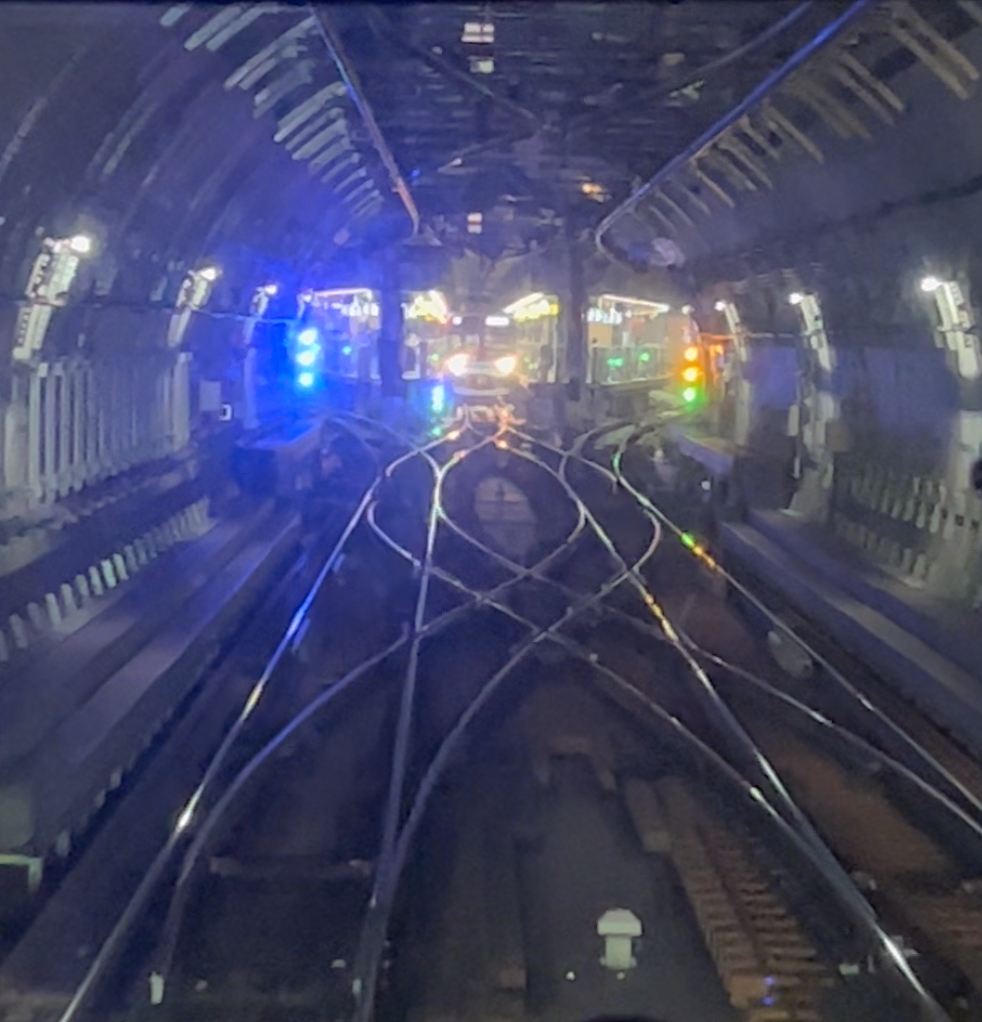
新綱島方から見た新横浜ホーム全景（2024年6月）

#### 配線図
| ← 相鉄新横浜線（SO） 羽沢横浜国大方面 | 新横浜駅 構内配線略図 | → 東急新横浜線（SH） 新綱島方面 |
| 凡例 出典:                            |                       |                                 |

## 駅弁
主な駅弁は下記の通り。
- 特製幕之内御膳
- あなごめし
- 日本橋幕之内
- 炭火焼牛カルビと牛すき煮重
- 厚切りロースとんかつ弁当
- 品川貝づくし
- 東海道新幹線弁当
- 炭火焼牛カルビ重
- 深川めし
- 焼売中華弁當
- 横濱中華弁当
- 幕の内弁当
- お赤飯弁当
- かながわ味わい弁当（季節によって内容が変わる：春・初夏・夏・秋・冬）
- シウマイ弁当
- 炒飯弁当
- しょうが焼弁当
- 横濱ピラフ
- おべんとう（季節によって内容が変わる：春・初夏・夏・秋・冬）
- 横濱チャーハン
- いなり寿司

## 利用状況
- JR東海 - 2023年度（令和5年度）の1日平均乗車人員は34,000人である。同社の駅では、京都駅に次いで第7位。
- JR東日本 - 2023年度（令和5年度）の1日平均乗車人員は47,580人である[JR 1]。JR東日本管内では金町駅に次いで第92位。
- 横浜市営地下鉄 - 2024年度（令和6年度）の1日平均乗降人員は73,327人（乗車人員：36,989人、降車人員：36,338人）である[乗降データ 1]。
- 相模鉄道 - 2024年度（令和6年度）の1日平均乗降人員は66,402人である。相鉄線全27駅中第5位。東急線との直通人員を含む[相鉄 1]。
- 東急電鉄 - 2024年度（令和6年度）の1日平均乗降人員は87,976人である[東急 1]。この数値には相模鉄道との直通人員を含む。

### 年度別1日平均乗降人員
1999年度（平成11年度）以降の1日平均乗降人員推移は下記の通り。
| 年度               | 横浜市営地下鉄   | 横浜市営地下鉄 | 相模鉄道         | 相模鉄道 | 東急電鉄         | 東急電鉄 |
| 年度               | 1日平均 乗降人員 | 増加率         | 1日平均 乗降人員 | 増加率   | 1日平均 乗降人員 | 増加率   |
| ------------------ | ---------------- | -------------- | ---------------- | -------- | ---------------- | -------- |
| 1999年（平成11年） | 61,592           |                | 未開業           | 未開業   | 未開業           | 未開業   |
| 2000年（平成12年） | 64,035           | 4.0%           | 未開業           | 未開業   | 未開業           | 未開業   |
| 2001年（平成13年） | 64,772           | 1.2%           | 未開業           | 未開業   | 未開業           | 未開業   |
| 2002年（平成14年） | 65,714           | 1.5%           | 未開業           | 未開業   | 未開業           | 未開業   |
| 2003年（平成15年） | 65,463           | −0.4%          | 未開業           | 未開業   | 未開業           | 未開業   |
| 2004年（平成16年） | 66,410           | 1.4%           | 未開業           | 未開業   | 未開業           | 未開業   |
| 2005年（平成17年） | 68,179           | 2.7%           | 未開業           | 未開業   | 未開業           | 未開業   |
| 2006年（平成18年） | 69,549           | 2.0%           | 未開業           | 未開業   | 未開業           | 未開業   |
| 2007年（平成19年） | 73,715           | 6.0%           | 未開業           | 未開業   | 未開業           | 未開業   |
| 2008年（平成20年） | 64,679           | −12.3%         | 未開業           | 未開業   | 未開業           | 未開業   |
| 2009年（平成21年） | 65,050           | 0.6%           | 未開業           | 未開業   | 未開業           | 未開業   |
| 2010年（平成22年） | 65,555           | 0.8%           | 未開業           | 未開業   | 未開業           | 未開業   |
| 2011年（平成23年） | 64,530           | −1.6%          | 未開業           | 未開業   | 未開業           | 未開業   |
| 2012年（平成24年） | 64,668           | 0.2%           | 未開業           | 未開業   | 未開業           | 未開業   |
| 2013年（平成25年） | 67,894           | 5.0%           | 未開業           | 未開業   | 未開業           | 未開業   |
| 2014年（平成26年） | 66,547           | −2.0%          | 未開業           | 未開業   | 未開業           | 未開業   |
| 2015年（平成27年） | 68,976           | 3.7%           | 未開業           | 未開業   | 未開業           | 未開業   |
| 2016年（平成28年） | 70,549           | 2.3%           | 未開業           | 未開業   | 未開業           | 未開業   |
| 2017年（平成29年） | 71,952           | 2.0%           | 未開業           | 未開業   | 未開業           | 未開業   |
| 2018年（平成30年） | 74,018           | 2.9%           | 未開業           | 未開業   | 未開業           | 未開業   |
| 2019年（令和元年） | 72,750           | −1.7%          | 未開業           | 未開業   | 未開業           | 未開業   |
| 2020年（令和02年） | 44,852           | −38.3%         | 未開業           | 未開業   | 未開業           | 未開業   |
| 2021年（令和03年） | 51,526           | 14.9%          | 未開業           | 未開業   | 未開業           | 未開業   |
| 2022年（令和04年） | 59,696           | 15.9%          | 38,147           |          | 61,011           |          |
| 2023年（令和05年） | 70,001           |                | 53,414           | 40.0%    | 71,470           | 17.1%    |
| 2024年（令和06年） | 73,327           |                | 66,402           | 24.3%    | 87,976           | 23.1%    |

### 年度別1日平均乗車人員（1984年 - 2000年）
1984年度（昭和59年度）以降の1日平均乗車人員推移は下記の通り。
| 年度               | JR東海 | JR東日本 | 横浜市営 地下鉄 | 出典               |
| ------------------ | ------ | -------- | --------------- | ------------------ |
| 1984年（昭和59年） |        |          | 9,333           |                    |
| 1985年（昭和60年） |        |          | 8,272           |                    |
| 1986年（昭和61年） |        |          | 10,485          |                    |
| 1987年（昭和62年） |        |          | 12,850          |                    |
| 1988年（昭和63年） |        |          | 15,227          |                    |
| 1989年（平成元年） |        |          | 17,463          |                    |
| 1990年（平成02年） | 16,087 | 28,021   | 19,333          |                    |
| 1991年（平成03年） |        | 30,541   | 20,536          |                    |
| 1992年（平成04年） |        | 36,029   | 22,802          |                    |
| 1993年（平成05年） |        | 35,873   | 26,912          |                    |
| 1994年（平成06年） |        | 36,708   | 27,533          |                    |
| 1995年（平成07年） | 20,627 | 38,010   | 28,198          | [ 乗降データ 2 ]   |
| 1996年（平成08年） |        | 39,915   | 29,350          |                    |
| 1997年（平成09年） |        | 40,714   | 30,576          |                    |
| 1998年（平成10年） | 22,153 | 40,925   | 31,111          | [ 神奈川県統計 1 ] |
| 1999年（平成11年） | 22,209 | 43,259   | 31,287          | [ 神奈川県統計 2 ] |
| 2000年（平成12年） | 23,405 | 44,226   | 32,120          | [ 神奈川県統計 2 ] |

### 年度別1日平均乗車人員（2001年以降）
| 年度               | JR東海 | JR東日本 | 横浜市営 地下鉄 | 相模鉄道 | 東急電鉄 | 出典                |
| ------------------ | ------ | -------- | --------------- | -------- | -------- | ------------------- |
| 2001年（平成13年） | 24,236 | 45,583   | 32,962          | 未開業   | 未開業   | [ 神奈川県統計 3 ]  |
| 2002年（平成14年） | 24,871 | 46,537   | 32,902          | 未開業   | 未開業   | [ 神奈川県統計 4 ]  |
| 2003年（平成15年） | 25,312 | 47,073   | 33,071          | 未開業   | 未開業   | [ 神奈川県統計 5 ]  |
| 2004年（平成16年） | 26,577 | 47,894   | 33,931          | 未開業   | 未開業   | [ 神奈川県統計 6 ]  |
| 2005年（平成17年） | 27,694 | 48,040   | 34,253          | 未開業   | 未開業   | [ 神奈川県統計 7 ]  |
| 2006年（平成18年） | 28,476 | 49,999   | 34,885          | 未開業   | 未開業   | [ 神奈川県統計 8 ]  |
| 2007年（平成19年） | 29,605 | 52,110   | 36,610          | 未開業   | 未開業   | [ 神奈川県統計 9 ]  |
| 2008年（平成20年） | 29,949 | 52,725   | 32,120          | 未開業   | 未開業   | [ 神奈川県統計 10 ] |
| 2009年（平成21年） | 27,900 | 53,629   | 32,347          | 未開業   | 未開業   | [ 神奈川県統計 11 ] |
| 2010年（平成22年） | 28,570 | 56,415   | 32,708          | 未開業   | 未開業   | [ 神奈川県統計 12 ] |
| 2011年（平成23年） | 28,956 | 56,666   | 32,255          | 未開業   | 未開業   | [ 神奈川県統計 13 ] |
| 2012年（平成24年） | 29,648 | 57,439   | 32,323          | 未開業   | 未開業   | [ 神奈川県統計 14 ] |
| 2013年（平成25年） | 30,817 | 59,457   | 33,973          | 未開業   | 未開業   | [ 神奈川県統計 15 ] |
| 2014年（平成26年） | 31,017 | 59,693   | 33,308          | 未開業   | 未開業   | [ 神奈川県統計 16 ] |
| 2015年（平成27年） | 32,334 | 61,355   | 34,566          | 未開業   | 未開業   | [ 神奈川県統計 17 ] |
| 2016年（平成28年） | 32,682 | 62,409   | 35,310          | 未開業   | 未開業   | [ 神奈川県統計 18 ] |
| 2017年（平成29年） | 33,307 | 63,110   | 36,090          | 未開業   | 未開業   | [ 神奈川県統計 19 ] |
| 2018年（平成30年） | 34,095 | 65,768   | 37,162          | 未開業   | 未開業   | [ 神奈川県統計 20 ] |
| 2019年（令和元年） | 32,809 | 65,351   | 36,581          | 未開業   | 未開業   | [ 神奈川県統計 21 ] |
| 2020年（令和02年） | 14,915 | 41,089   | 22,414          | 未開業   | 未開業   | [ 神奈川県統計 22 ] |
| 2021年（令和03年） | 19,307 | 44,741   | 25,790          | 未開業   | 未開業   | [ 神奈川県統計 23 ] |
| 2022年（令和04年） | 28,300 | 51,442   | 29,987          | 14,934   | 23,649   | [ 横浜市統計書 1 ]  |
| 2023年（令和05年） | 34,024 | 47,580   | 35,236          | 26,506   | 35,909   | [ 横浜市統計書 1 ]  |
| 2024年（令和06年） |        |          | 36,989          | 33,389   |          |                     |

### 備考
1. ↑  1985年3月14日開業。開業日より同年3月31日までの計18日間のデータ。

## 駅周辺

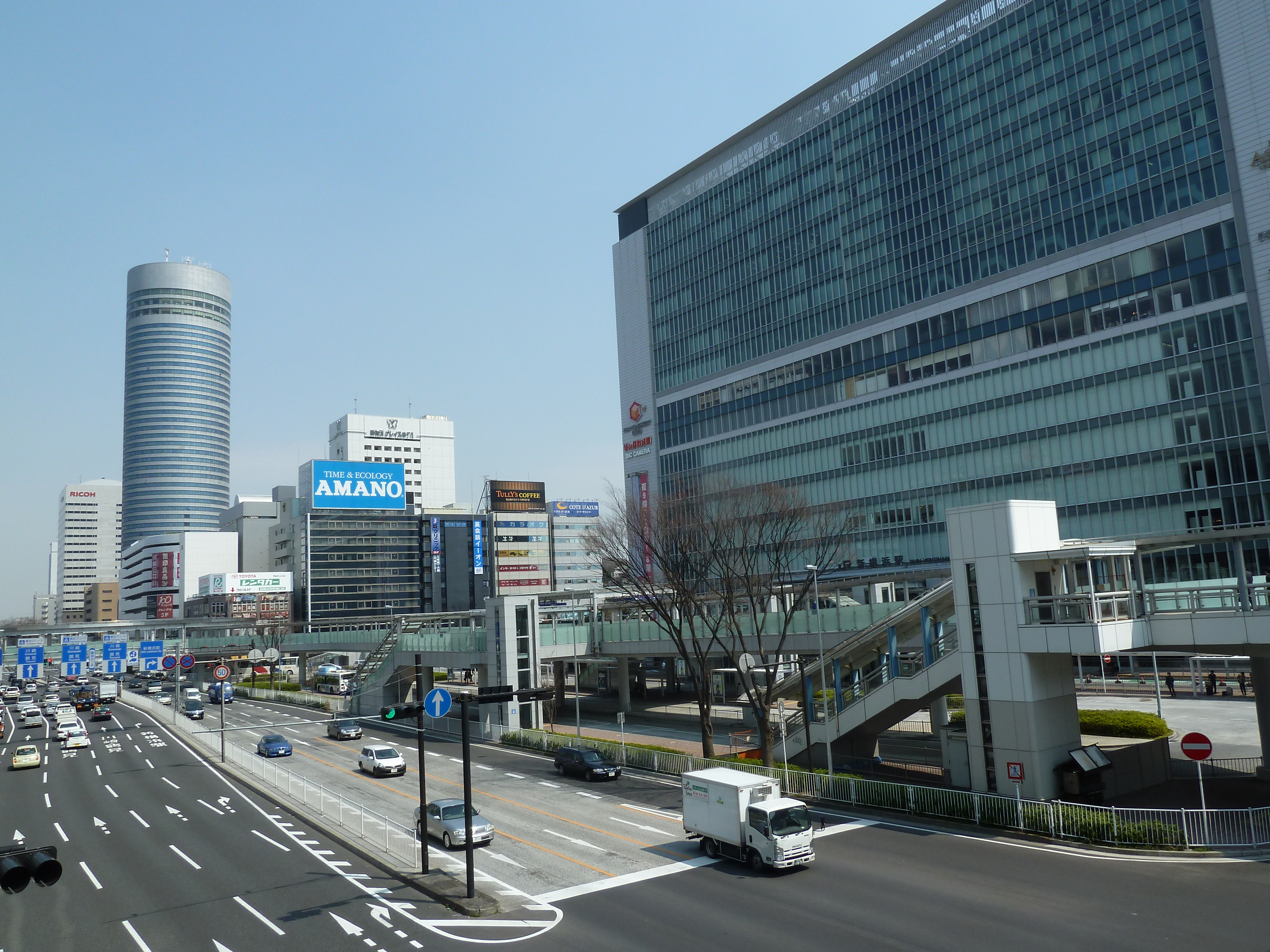
駅北側（2012年3月）

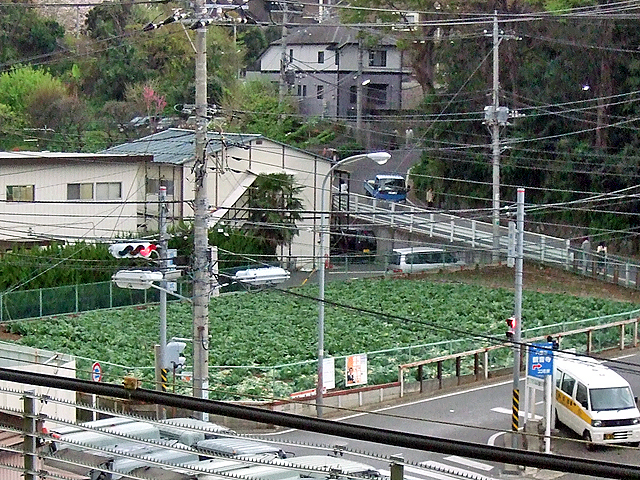
篠原口周辺（2007年4月）

駅ビル（キュービックプラザ新横浜）のある北側はバスターミナルが整備され、幹線道路の環状2号線が通る。周囲にはオフィスビルが連なり、新横浜プリンスホテルや横浜アリーナといった新横浜の主要施設が集まる。
一方、駅南側の篠原口はすぐ近くに山が迫っており、北側とは対照的に事務所や商業施設は非常に少なく、住宅地や駐車場、空き地が広がる。
地下鉄出口周辺施設
いずれも相鉄・東急の駅出入口を兼ねている。（出典：
）
- 出口1
  - JR新横浜駅
  - キュービックプラザ新横浜
  - タクシー乗り場
- 出口2
  - 横浜篠原郵便局
  - 横浜市立篠原中学校
- 出口3（かつては3Aと3Bの2つの出口があったが2019年8月に閉鎖、現在は旧出口3Aを使用）
  - 新横浜グレイスホテル
  - 新横浜プリンスホテル
  - 新横浜プリンスペペ
- 出口4A・4B
  - バスターミナル
- 出口5A
  - 新横浜駅ペデストリアンデッキ直結
  - 横浜国際総合競技場（日産スタジアム）
- 出口5B
  - 送迎バス乗り場
- 出口6
  - 新横浜グレイスホテル
  - 新横浜プリンスホテル
  - 新横浜プリンスペペ
- 出口7・8
  - 横浜アリーナ
  - 新横浜国際ホテル
  - 鳥山大橋
  - 新横浜三郵便局
- 出口9・10
  - 横浜国際総合競技場（日産スタジアム）
  - 新横浜ラーメン博物館
  - ウインズ新横浜（場外勝馬投票券発売所）
  - 横浜労災病院
  - 新横浜駅前公園（鳥山川）
  - 新横浜駅前郵便局

## バス路線
北口（地下鉄4番出口）にバスロータリーがあり、1 - 6番のりばで1つの島、7 - 10番のりばで1つの島で合計2つの島からなる。ただし、6・10番のりばは降車専用で発車するバスはない。島同士の連絡には横断歩道や階段・エレベーターがある。
下記の路線が乗り入れている。
| のりば | 運行事業者                | 系統・行先                                            |
| ------ | ------------------------- | ----------------------------------------------------- |
| 1      | - 京浜急行バス - 東急バス | リムジン：羽田空港                                    |
| 1      | 川崎鶴見臨港バス          | 綱23：新綱島駅                                        |
| 2      | 東急バス                  | 市03：市が尾駅 / 貝の坂                               |
| 2      | 神奈川中央交通            | - 121：保土ヶ谷駅西口 - 131（急行）：川島住宅         |
| 2      | 横浜市営バス              | 129：鶴ヶ峰駅 / 上菅田東部公園                        |
| 2      | 相鉄バス                  | 浜1：横浜駅西口                                       |
| 3      | 桜交通                    | 高速「キラキラ号」：難波（パークス通）                |
| 3      | 横浜市営バス              | - 6：梶山 - 41：川向町 / 中山駅北口 - 295：西菅田団地 |
| 4      | 横浜市営バス              | - 13：鶴見駅 - 41：鶴見駅西口                         |
| 5      | 横浜市営バス              | - 96：川向南耕地（循環） / 新羽駅 - 300：仲町台駅     |
| 6      | （降車専用）              | （降車専用）                                          |
| 7      | 川崎鶴見臨港バス          | 鶴02：鶴見駅西口                                      |
| 8      | 横浜市営バス              | 104：鶴見駅西口                                       |
| 9      | 東急バス                  | - 綱72：綱島駅 - 直行：溝の口駅 - 新横81：新羽駅      |
| 9      | - 東急バス - 京成バス     | リムジン：成田空港                                    |
| 9      | - 東急バス - 上田バス     | 高速：軽井沢駅・草津温泉                              |
| 10     | （降車専用）              | （降車専用）                                          |

その他
- 東急バスの新横82系統（片方向のみの運行）は降車のみ。
- この他、IKEA港北行きシャトルバスがバスターミナル外の路上から、横浜ラポール行き福祉送迎バスが1・2番乗り場隣の専用ポールから発車する。

## 隣の駅

### 東海旅客鉄道（JR東海）
東海道新幹線
品川駅 - 新横浜駅 - 小田原駅
- 全列車が当駅より東京方は各駅に停車する。

### 東日本旅客鉄道（JR東日本）
横浜線
■快速
菊名駅 (JH 15) - 新横浜駅 (JH 16)  - 鴨居駅 (JH 18)
■各駅停車
菊名駅 (JH 15) - 新横浜駅 (JH 16) - 小机駅 (JH 17)
- 日産スタジアム（横浜国際総合競技場）でJリーグ・横浜F・マリノスの公式戦や、FIFA（国際サッカー連盟）主催の国際試合、大規模コンサートなどのイベントが開催される時には、快速が小机駅に臨時停車する場合がある。

### 横浜市営地下鉄
ブルーライン（3号線）
■快速
横浜駅 (B20) - 新横浜駅 (B25) - 新羽駅 (B27)
■普通
岸根公園駅 (B24) - 新横浜駅 (B25) - 北新横浜駅 (B26)

### 相模鉄道
相鉄新横浜線
■特急・■通勤特急（平日上り到着列車のみ）・■各駅停車
(東急新横浜線) - 新横浜駅 (SO52) - 羽沢横浜国大駅 (SO51)

### 東急電鉄
東急新横浜線
■急行・■各駅停車
新綱島駅 (SH02) - 新横浜駅 (SH01) - (相鉄新横浜線)
- 相鉄と東急の直通列車の種別については基本的に当駅を境に当該事業者のものに変更となるため、各事業者ごとに個別に記載している。

### 記事本文